# Liste der Kulturdenkmale in Schönefeld-Abtnaundorf (A–K)
Die Liste der Kulturdenkmale in Schönefeld-Abtnaundorf enthält die Kulturdenkmale des Leipziger Ortsteils Schönefeld-Abtnaundorf, die in der Denkmalliste vom Landesamt für Denkmalpflege Sachsen mit Stand 2017 erfasst wurden und die Kulturdenkmale der Stadtteile Schönefeld und Abtnaundorf darstellen.
Aus Platzgründen ist diese Liste geteilt. In dieser Liste sind die Kulturdenkmale in den Straßen mit den Anfangsbuchstaben A–K erfasst. Die Kulturdenkmale in den Straßen L–Z sind in der Liste der Kulturdenkmale in Schönefeld-Abtnaundorf (L–Z) aufgeführt.

## Legende
- Bild: Bild des Kulturdenkmals, ggf. zusätzlich mit einem Link zu weiteren Fotos des Kulturdenkmals im Medienarchiv Wikimedia Commons. Wenn man auf das Kamerasymbol klickt, können Fotos zu Kulturdenkmalen aus dieser Liste hochgeladen werden:
- Bezeichnung: Denkmalgeschützte Objekte und ggf. Bauwerksname des Kulturdenkmals
- Lage: Straßenname und Hausnummer oder Flurstücknummer des Kulturdenkmals. Die Grundsortierung der Liste erfolgt nach dieser Adresse. Der Link (Karte) führt zu verschiedenen Kartendiensten mit der Position des Kulturdenkmals. Fehlt dieser Link, wurden die Koordinaten noch nicht eingetragen. Sind diese bekannt, können sie über ein Tool mit einer Kartenansicht einfach nachgetragen werden. In dieser Kartenansicht sind Kulturdenkmale ohne Koordinaten mit einem roten bzw. orangen Marker dargestellt und können durch Verschieben auf die richtige Position in der Karte mit Koordinaten versehen werden. Kulturdenkmale ohne Bild sind an einem blauen bzw. roten Marker erkennbar.
- Datierung: Baubeginn, Fertigstellung, Datum der Erstnennung oder grobe zeitliche Einordnung entsprechend des Eintrags in der sächsischen Denkmaldatenbank
- Beschreibung: Kurzcharakteristik des Kulturdenkmals entsprechend des Eintrags in der sächsischen Denkmaldatenbank, ggf. ergänzt durch die dort nur selten veröffentlichten Erfassungstexte oder zusätzliche Informationen
- ID: Vom Landesamt für Denkmalpflege Sachsen vergebene, das Kulturdenkmal eindeutig identifizierende Objekt-Nummer. Der Link führt zum PDF-Denkmaldokument des Landesamtes für Denkmalpflege Sachsen. Bei ehemaligen Kulturdenkmalen können die Objektnummern unbekannt sein und deshalb fehlen bzw. die Links von aus der Datenbank entfernten Objektnummern ins Leere führen. Ein ggf. vorhandenes Icon  führt zu den Angaben des Kulturdenkmals bei Wikidata.

## Liste der Kulturdenkmale in Schönefeld-Abtnaundorf
| Bild                                    | Bezeichnung | Lage                                                                                      | Datierung | Beschreibung | ID       |
| --------------------------------------- | --- | ----------------------------------------------------------------------------------------- | --- | --- | -------- |
|                                         | Doppelmietshaus in halboffener Bebauung und in Ecklage | Abtnaundorfer Straße 1; 3 (Karte)                                                         | um 1910 (Doppelmietshaus) | mit Laden, Putzfassade mit Ziegelsockel und Fachwerkgiebel, bleiverglaste Treppenhausfenster, Reformstil-Architektur, baugeschichtlich von Bedeutung | 09260142 |
| Weitere Bilder                          | Villa und Garten | Abtnaundorfer Straße 46 (Karte)                                                           | um 1900 (Villa) | alte Ortslage Abtnaundorf, Klinkerfassade mit Sandsteingliederung, baugeschichtlich von Bedeutung, im Garten stehen zwei ausgewiesene Naturdenkmale eine Blutbuche und Ginkgo | 09260205 |
| Direkt Bild zu diesem Denkmal hochladen | Toreinfahrt eines Grundstückes | Abtnaundorfer Straße 48c (Karte)                                                          | um 1890 (Toreinfahrt) | alte Ortslage Abtnaundorf, Sandsteinpfeiler und schmiedeeisernes Tor, kunsthandwerklicher Wert | 09260141 |
| Direkt Bild zu diesem Denkmal hochladen | Villa mit Garten | Abtnaundorfer Straße 49 (Karte)                                                           | um 1860 (Villa) | alte Ortslage Abtnaundorf, Putzfassade mit neugotischen Formen, baugeschichtlich von Bedeutung | 09260207 |
|                                         | Villa mit Toreinfahrt und Garten | Abtnaundorfer Straße 50 (Karte)                                                           | um 1890 (Villa) | alte Ortslage Abtnaundorf, stattlicher Putzbau mit Turm, in neubarocken Formen, baugeschichtlich von Bedeutung | 09260209 |
|                                         | Villa mit Toreinfahrt und Villengarten | Abtnaundorfer Straße 51 (Karte)                                                           | um 1885 (Villa) | alte Ortslage Abtnaundorf, ehemals auch Gartenhaus und Kegelbahn, Putzfassade, im Schweizerstil und Neorenaissanceformen, baugeschichtlich von Bedeutung | 09260208 |
| Direkt Bild zu diesem Denkmal hochladen | Villa mit Villengarten | Abtnaundorfer Straße 52a (Karte)                                                          | um 1880 (Villa) | alte Ortslage Abtnaundorf, Putzfassade, prächtiger Villenbau in großzügiger Gartenanlage, wissenschaftlich-dokumentarischer Wert, Zeugnis der Ortsentwicklung, baugeschichtlich von Bedeutung | 09260210 |
| Direkt Bild zu diesem Denkmal hochladen | Villa mit Villengarten | Abtnaundorfer Straße 54 (Karte)                                                           | um 1870 (Villa) | alte Ortslage Abtnaundorf, Putzfassade, im Schweizerstil, baugeschichtlich von Bedeutung | 09260211 |
| Direkt Bild zu diesem Denkmal hochladen | Remisengebäude mit Kutscherwohnung | Abtnaundorfer Straße 58 (Karte)                                                           | 1845–1846 (Remisengebäude) | alte Ortslage Abtnaundorf, zu einer ehemaligen Villa Nummer 58a gehörend, ortsentwicklungsgeschichtlich von Bedeutung | 09260191 |
|                                         | Villa mit Einfriedung und Villengarten (das ehemalige Gärtnerwohnhaus heute Heiterblickstraße 6) | Abtnaundorfer Straße 60 (Karte)                                                           | 1897–1898 (Villa) | alte Ortslage Abtnaundorf, von Peter Dybwad, Putzfassade mit Fachwerkelementen, eingestellter Turm mit geschweifter Haube, baugeschichtlich und ortsgeschichtlich von Bedeutung | 09260192 |
|                                         | Wohnhaus (mit zwei Hausnummern) in offener Bebauung, mit Einfriedung | Abtnaundorfer Straße 61; 63 (Karte)                                                       | um 1850 (Wohnhaus) | alte Ortslage Abtnaundorf, vermutlich ehemaliges Gutsverwalterhaus und daher von besonderem ortsgeschichtlichem Wert, Bedeutung für die Volksbildung | 09260196 |
|                                         | Wohnhaus in halboffener Bebauung, mit Toreinfahrt, Villengarten und Gartenhaus | Abtnaundorfer Straße 62 (Karte)                                                           | um 1900 (Wohnhaus) | alte Ortslage Abtnaundorf, prachtvolles Gebäude in ortsbildprägender Lage, Putzfassade mit Fachwerkelementen, Anklänge an den Heimatstil, baugeschichtlich von Bedeutung | 09260193 |
|                                         | Wirtschaftsgebäude (Remisengebäude) zum Schloss Abtnaundorf | Abtnaundorfer Straße 64 (Karte)                                                           | um 1892 (Remisengebäude) | alte Ortslage Abtnaundorf, Putzfassade, ortsgeschichtlich von Bedeutung | 09260194 |
|                                         | Wohnhaus in offener Bebauung | Abtnaundorfer Straße 65 (Karte)                                                           | um 1890 (Wohnhaus) | alte Ortslage Abtnaundorf, Putzfassade mit Sandsteingliederung, Mittelrisalit mit Erker, baugeschichtlich von Bedeutung | 09260195 |
|                                         | Sachgesamtheit Schloss und Park Abtnaundorf, in den Ortsteilen Schönefeld-Abtnaundorf und Mockau-Süd, mit folgenden Einzeldenkmalen: Schloss mit Einfriedung und Gartentor sowie Tempel, Denkmalrudiment, Obelisk und zwei Grotten im Schlosspark (Einzeldenkmaldokument – Obj. 09305885, Abtnaundorfer Straße 68), zwei Nebengebäude mit Toreinfahrt (Einzeldenkmaldokument – Obj. 09260190, Abtnaundorfer Straße 66, 67), Parkanlage, weiterhin Kastanienallee östlich des Schlosses (heute Reiterallee genannt) – (siehe auch Sachgesamtheitsbestandteil – Obj. 09306111, OT Mockau, An der Parthe -) | Abtnaundorfer Straße 66; 67; 68 (Karte)                                                   | bezeichnet 1892 (Schloss), um 1800 (Schlosspark), Umbau 2. Hälfte 19. Jh. (Schlosspark), 1. Hälfte 19. Jh., Denkmalrudiment (Denkmal) | alte Ortslage Abtnaundorf, das Schloss von Peter Dybwad ein repräsentativer Putzbau im Stil der Deutschen Neorenaissance, Park mit Wegenetz und altem Gehölzbestand, Parkteich mit Insel, baugeschichtlich, gartenhistorisch, ortsgeschichtlich und kunstgeschichtlich von Bedeutung | 09260138 |
|                                         | Einzeldenkmal o. g. Sachgesamtheit: Zwei Nebengebäude (Tor- und Bedienstetengebäude) zum Schloss Abtnaundorf, mit Toreinfahrt (siehe auch Sachgesamtheitsdokument – Obj. 09260138, Abtnaundorfer Straße 66-68) | Abtnaundorfer Straße 66; 67 (Karte)                                                       | 1891–1893 (Bedienstetenwohnhaus) | alte Ortslage Abtnaundorf, Putzfassade mit Turm, Toranlage als Sandsteinpfeiler mit schmiedeeisernen Toren, ortsgeschichtlich von Bedeutung | 09260190 |
|                                         | Einzeldenkmal o. g. Sachgesamtheit: Schloss mit Einfriedung und Gartentor, sowie Tempel, Denkmalrudiment, Obelisk und zwei Grotten im Schlosspark (siehe auch Sachgesamtheitsdokument – Obj. 09260138, Abtnaundorfer Straße 66-68) | Abtnaundorfer Straße 68 (Karte)                                                           | bezeichnet 1892 (Schloss), 1885 (Toreinfahrt), 1892 (Obelisk), 1. Hälfte 19. Jh. (Denkmalrudiment)                                    | alte Ortslage Abtnaundorf, das Schloss ein repräsentativer Putzbau im Stil der Deutschen Neorenaissance, aufwendige Toranlage mit zwei Pforten, zweite Toranlage zum Park mit Sandsteinpfeilern an der Straße An der Parthe, baugeschichtlich, ortsgeschichtlich und kunstgeschichtlich von Bedeutung | 09305885 |
|                                         | Postsortiergebäude in offener Bebauung und Förderstrecke über Adenauerallee | Adenauerallee 3 (Karte)                                                                   | 1933–1936 (Post) | architekturgeschichtlich von Interesse, Dokument des deutschen Postwesens, Erinnerungs- und Seltenheitswert, baugeschichtlich und technikgeschichtlich von Bedeutung | 09260353 |
| Direkt Bild zu diesem Denkmal hochladen | Gedenkstein und Brunnen in einer Kleingartensparte | Adenauerallee 5 (bei) (Karte)                                                             | bezeichnet 1934 (Gedenkstein), bezeichnet 1934 (Brunnen)                                                                              | zur Erinnerung an das 25-jährige Bestehen der Kleingartensparte »An der Parthe«, Gedenkstein ein Findling mit Inschrift, Brunnen mit Figur und Inschrift, ortsgeschichtlich von Bedeutung | 09260910 |
| Direkt Bild zu diesem Denkmal hochladen | Sachgesamtheitsbestandteil obiger Sachgesamtheit, mit den Einzeldenkmalen: Postbahnhof (Obj. 09260352 – Adenauerallee 6, 8 und Brandenburger Straße 28, 30), Postbahnhof-Verwaltungsgebäude (Obj. 09260350 – Adenauerallee 8), Bahnbetriebswerk Nord (Obj. 09260347 – Adenauerallee 10), Bahnbetriebswerk West (Obj. 09260358 – Rackwitzer Straße 1, 3) sowie mit folgenden Sachgesamtheitsteilen: weitere Eisenbahnbauten (Rackwitzer Straße, ohne Nr.) – (siehe auch Sachgesamtheitsdokument – Obj. 09304785, Willy-Brandt-Platz 7) | Adenauerallee 6; 8; 10 (Karte)                                                            | 1903–1915 (Eisenbahnbauten) | ortsgeschichtlich und technikgeschichtlich von Bedeutung | 09304787 |
| Direkt Bild zu diesem Denkmal hochladen | Einzeldenkmale obiger Sachgesamtheit: Postbahnhof (Anschrift: Adenauerallee 6 und 8) und zwei Verwaltungsgebäude (Anschrift: Brandenburger Straße 28 und 30) sowie zwei Stellwerke im Gleisfeld (siehe auch Sachgesamtheitsbestandteildokument – Obj. 09304787, Adenauerallee 6-10) | Adenauerallee 6; 8 (Karte)                                                                | 1905–1912 (Postbahnhof) | die beiden Gebäude an der Brandenburger Straße ehemals Postamt 18 und Telegrafenzeugamt, baugeschichtlich, eisenbahnhistorisch und technikgeschichtlich von Bedeutung, überregionale Wertigkeit | 09260352 |
| Direkt Bild zu diesem Denkmal hochladen | Parkanlage (Anschrift: Mariannenpark, ohne Hausnummer) mit Sportplätzen (Anschrift: Adenauerallee 7 und 9) und mit Treppenanlage des Rosengartens | Adenauerallee 7; 9 (Karte)                                                                | 1913–1916 (Parkanlage) | Parkanlage mit historischem Wegenetz, Allee, Baumgruppen und Rodelbahn, baugeschichtlich, ortsgeschichtlich und gartenkünstlerisch von Bedeutung [Störelement: Neubau Schönefelder Allee 23a] | 09260346 |
| Direkt Bild zu diesem Denkmal hochladen | Einzeldenkmal obiger Sachgesamtheit: Verwaltungsgebäude des Postbahnhofes (siehe auch Sachgesamtheitsbestandteildokument – Obj. 09304787, Adenauerallee 6-10) | Adenauerallee 8 (Karte)                                                                   | 1910–1915 (Verwaltung) | straßenbildprägendes Gebäude, Putzfassade mit Balkon, Reformstil-Architektur, baugeschichtlich und technikgeschichtlich von Bedeutung | 09260350 |
|                                         | Einzeldenkmal obiger Sachgesamtheit: Bahnbetriebswerk mit Verwaltungsgebäude, Lokschuppen (mit Drehscheibe und Schornstein und Schornsteinstumpf) und Wasserturm sowie Stellwerk (siehe auch Sachgesamtheitsbestandteildokument – Obj. 09304787, Adenauerallee 6-10) | Adenauerallee 10 (Karte)                                                                  | 1906 (Wasserturm), Anfang 20. Jh. (Lokschuppen), um 1910 (Verwaltungsgebäude), 1907 (Stellwerk W 23)                                  | Klinkerbauten, Bahnbetriebswerk erbaut als Heizhaus Nord (A) der Sächsischen Staatsbahn, Stellwerk W 23 (früher VIII, ehemals mechanische Technik), technikgeschichtlich und eisenbahngeschichtlich von Bedeutung | 09260347 |
|                                         | Einzeldenkmal obiger Sachgesamtheit: Bahnbetriebswerk mit Verwaltungsgebäude, Lokschuppen (mit Drehscheibe und Schornstein und Schornsteinstumpf) und Wasserturm sowie Stellwerk (siehe auch Sachgesamtheitsbestandteildokument – Obj. 09304787, Adenauerallee 6-10) | Adenauerallee 10 (Karte)                                                                  | 1906 (Wasserturm), Anfang 20. Jh. (Lokschuppen), um 1910 (Verwaltungsgebäude), 1907 (Stellwerk W 23)                                  | Klinkerbauten, Bahnbetriebswerk erbaut als Heizhaus Nord (A) der Sächsischen Staatsbahn, Stellwerk W 23 (früher VIII, ehemals mechanische Technik), technikgeschichtlich und eisenbahngeschichtlich von Bedeutung | 09260347 |
| Direkt Bild zu diesem Denkmal hochladen | Einzeldenkmal obiger Sachgesamtheit: Bahnbetriebswerk mit Verwaltungsgebäude, Lokschuppen (mit Drehscheibe und Schornstein und Schornsteinstumpf) und Wasserturm sowie Stellwerk (siehe auch Sachgesamtheitsbestandteildokument – Obj. 09304787, Adenauerallee 6-10) | Adenauerallee 10 (Karte)                                                                  | 1906 (Wasserturm), Anfang 20. Jh. (Lokschuppen), um 1910 (Verwaltungsgebäude), 1907 (Stellwerk W 23)                                  | Klinkerbauten, Bahnbetriebswerk erbaut als Heizhaus Nord (A) der Sächsischen Staatsbahn, Stellwerk W 23 (früher VIII, ehemals mechanische Technik), technikgeschichtlich und eisenbahngeschichtlich von Bedeutung | 09260347 |
| Direkt Bild zu diesem Denkmal hochladen | Teile einer Straßenbrücke über die Parthe | Am Gothischen Bad - (Karte)                                                               | um 1960 (Straßenbrücke) | Pfeiler mit Kugelaufsätzen, schmiedeeiserne Gitter, Zeugnis der Verkehrsentwicklung im Zusammenhang mit dem Bau des Hauptbahnhofes Leipzig, stadtgeschichtlich von Interesse | 09260354 |
|                                         | Ehemalige Schule, heute Wohnhaus | An der Parthe 2 (Karte)                                                                   | um 1860 (Schule) | alte Ortslage Abtnaundorf, eingeschossiger Putzbau mit Krüppelwalmdach, ortsgeschichtlich von Bedeutung | 09260199 |
| Direkt Bild zu diesem Denkmal hochladen | Doppelmietshaus in halboffener Bebauung und daran angebautes Nebengebäude zum Hof | Baunackstraße 2; 4 (Karte)                                                                | 1908 (Doppelmietshaus) | Putz-Ziegel-Fassade, Wohnanlage mit Ploßstraße 18-28 und Heinrich-Schmidt-Straße 1/3, Bestandteil der Schönefelder Wohnhäuser des Bauvereins zur Beschaffung preiswerter Wohnungen, baugeschichtlich und sozialgeschichtlich von Bedeutung | 09260702 |
| Direkt Bild zu diesem Denkmal hochladen | Doppelmietshaus in halboffener Bebauung und in Ecklage einer Wohnanlage, mit Vorgarten | Baunackstraße 3; 5 (Karte)                                                                | 1909–1910 (Mehrfamilienwohnhaus) | mit Eckladen, Putzfassade, Reformstil-Architektur, Wohnanlage mit Ploßstraße 3-9, Bestandteil der Schönefelder Wohnhäuser des Bauvereins zur Beschaffung preiswerter Wohnungen, baugeschichtlich und sozialgeschichtlich von Bedeutung In den Jahren 1909 und 1910 entstand das Doppelmietshaus Nummer 3/5 für den Bauverein zur Beschaffung preiswerter Wohnungen in Leipzig eGmbH nach der Handschrift des Architekten Walter Wiesinger und unter der Leitung des Baumeisters Otto Hüller. Für den Vorstand des Vereins zeichneten B. Kuntzschmann und Karl Müller. Drei Wohnungen pro Etage fanden Eingang im Eckhaus Nummer 3, während im Nachbarhaus nur zwei Wohnungen in jedem Stockwerk eingerichtet waren mit Stube, Kammer und Küche sowie im Treppenhaus befindlichen Toiletten. Die gemeinsame Entstehung ist den im Detail recht unterschiedlichen Putzfassaden der beiden Häuser nicht anzusehen, weitgehend erhalten ist jeweils die baueinheitliche Ausstattung. Sanierung vermutlich bereits 1992/1993. Zeugnis für die reiche Bautätigkeit von Wohnungsgenossenschaft in der Zeit großer Wohnungsnot, baugeschichtlich von Bedeutung. LfD/2012 | 09260703 |
| Direkt Bild zu diesem Denkmal hochladen | Mietshaus in halboffener Bebauung einer Wohnanlage | Baunackstraße 6 (Karte)                                                                   | 1910–1911 (Mietshaus) | Putzfassade, Ziegelsockel, Reformstil-Architektur, bauliche Einheit mit Emil-Schubert-Straße 2-16, Bestandteil der Schönefelder Wohnhäuser des Bauvereins zur Beschaffung preiswerter Wohnungen, baugeschichtlich und sozialgeschichtlich von Bedeutung Baunackstraße 6 und Emil-Schubert-Straße 2: B. Kuntzschmann, Carl Kinne und M. Röhsinger unterzeichneten 1910 für den Bauverein zur Beschaffung preiswerter Wohnungen in Leipzig eGmbH ein Baugesuch, welches der Architekt Walter Wiesinger vorbereitet hatte. Im Januar 1911 wurde Baugenehmigung erteilt und der Baumeister Otto Hüller mit der Leitung des Vorhabens betraut. Das Gebäude Baunackstraße 6 erhielt in jeder Etage zwei Wohnungen mit Stube, Kammer, Küche – das Haus Emil-Schubert-Straße 2 sollte in jedem Geschoss drei Mietparteien beheimaten. Hinsichtlich der ausführenden Arbeiten erfolgte der Vertragsschluss mit der Baufirma von Eduard Steyer. Eine an beiden Straßenfronten in Loggien aufgelöste Ecke und zwei Zwerchhausgiebel, ebenfalls in Ecksituation, prägen den schlichten, verputzten Baukörper. Auffallend ist der bis zu den Sohlbänken der Parterrewohnungen reichende rote Klinkersockel. Sparsam wurden Gliederungselemente eingesetzt und lediglich die Hauseingänge erhielten eine etwas aufwendigere Gestaltung. Die qualitätvolle Ausstattung in den Fluren und Treppenhäusern sind weitgehend erhalten. Ansehnlicher Eckbau im Schönefelder Erweiterungsgebiet, als Zeugnis genossenschaftlichen Wirkens baugeschichtlich und sozialgeschichtlich bedeutsam. LfD/2014 | 09260706 |
| Direkt Bild zu diesem Denkmal hochladen | Doppelmietshaus in halboffener Bebauung einer Wohnanlage, mit Vorgarten und mit Rollengebäude im Hof | Baunackstraße 7; 9 (Karte)                                                                | 1909–1910 (Mietshaus) | Putzfassade, Reformstil-Architektur, Wohnanlage mit Kohlweg 10-24, Bestandteil der Schönefelder Wohnhäuser des Bauvereins zur Beschaffung preiswerter Wohnungen, baugeschichtlich und sozialgeschichtlich von Bedeutung Unter Leitung des Baumeisters Otto Hüller entstand zwischen Oktober 1909 und Februar 1911 das Doppelwohnhaus Nummer 7/9 im Auftrag des Bauvereins zur Beschaffung preiswerter Wohnungen in Leipzig eGmbH, für den die Vorstände B. Kuntzschmann und Karl A. Müller zeichneten. Architekt Karl Poser lieferte die Entwürfe und Baumeister Richard Heyde übernahm die Ausführung der Maurerarbeiten. Im 1. Halbjahr des Jahres 1912 wurde auf dem Grundstück ein Rollkammergebäude errichtet. Der Reformstilbau mit edler Putzfassade und mächtigem Mittelrisalit über dem Hauseingang Nummer 9, das in Ecksituation befindliche Haus 7 dagegen eher elegant zurückhaltend konzipiert. Die gediegene Ausstattung der beiden Treppenhäuser ist weitgehend erhalten, u. a. Bleiglasfenster im Treppenhaus. Baugeschichtlich bedeutsam und ortsteilcharakterisierend. LfD/2012 | 09260707 |
|                                         | Einzeldenkmal o. g. Sachgesamtheit: Zwei Mehrfamilienhäuser einer Wohnanlage (siehe auch Sachgesamtheitsdokument – Obj. 09305888, Kuntzschmannstraße 1-15) | Baunackstraße 8; 10 (Karte)                                                               | 1925–1926 (Mehrfamilienwohnhaus) | Putzfassade, Klinkersockel, zur Wohnanlage Emil-Schubert-Straße 1 sowie Kohlweg 26-36 gehörend, Anklänge an den Stil des Art déco, Bestandteil der Schönefelder Wohnhäuser des Bauvereins zur Beschaffung preiswerter Wohnungen aus der Zwischenkriegszeit, baugeschichtlich und sozialgeschichtlich von Bedeutung | 09260708 |
|                                         | Drei Mietshäuser einer Wohnanlage, mit begrüntem Innenhof, Vorgarten an der Schönefelder Allee und seitlicher Einfriedung | Bergerstraße 1; 3; 5 (Karte)                                                              | um 1935 (Mehrfamilienwohnhaus) | zeittypische Putzfassade durch Kunststein gegliedert, siehe auch Schönefelder Allee 1-3, baugeschichtlich von Bedeutung | 09260756 |
|                                         | Mietshaus in geschlossener Bebauung | Bergerstraße 2 (Karte)                                                                    | 1910–1911 (Mietshaus) | Putzfassade, Erker und Balkons, Reformstil-Architektur, baugeschichtlich von Bedeutung | 09260711 |
| Weitere Bilder                          | Doppelmietshaus in geschlossener Bebauung und in Ecklage | Bergerstraße 4; 6 (Karte)                                                                 | 1911–1912 (Doppelmietshaus) | Putzfassade, schlichter Mietshausbau im Reformstil in hervorgehobener Ecklage, Zeugnis der Ortsentwicklungsgeschichte. In prägnanter Lage entstand das Haus Bergerstraße 6 an einer Ecke des Stannebeinplatzes der schlichte Reformstilbau in den Jahren 1911 bis 1912 im Auftrag von Architekt und Baumeister Friedrich Wilhelm Max Linke, der in Personalunion auch Entwurf, Bauleitung und Ausführung übernahm, die Statik von J. Schulze. Linke übernahm das Grundstück 1922 wieder, nachdem es 1919 zwischenzeitlich in den Besitz von Architekt Ernst Kurt Herrmann und 1920 an Kaufmann Heinrich Carl Wilhelm Wiedenbeck gekommen war. Im Jahr 1957 wird Linke in Kassel wohnend erwähnt, im Folgejahr die Intreuhandnahme des Grundstücks. Das Mietshaus mit einer von je einem Kastenerker an jeder Schauseite dominierten Putzfassade. Zur Ausstattung gehören eine Dachgeschosswohnung für den Hausmann neben jeweils zwei Wohnungen auf den Etagen, ein Wirtschaftsdurchgang, die Waschküche im Keller und Balkons auf der Rückseite. Erwähnenswert ist die Einrichtung von Bädern und Innentoiletten bereits zur Erbauungszeit. Weitgehende Erhaltung der Ausstattungselemente, u. a. einfache Wandfliesen und Wohnungseingangstüren. Das Haus mit der Nummer 4 entstand zeitgleich durch die oben genannten Akteure als Bestandteil einer Häuserflucht gegenüber dem kleinen Schmuckplatz. Bereits im Januar 1914 erwirbt der Postassistent Friedrich Wilhelm Walter Werchau aus Connewitz Grundstück und Haus, zum 1. April 1919 der Gastwirt Karl Traugott Hofmann. Pläne für eine zweite Dachwohnung 1929 wurden nicht umgesetzt, die Baugenehmigung erlosch. Erst 1948 kamen Pläne des Architekten Erich Roesner für einen – nur als Notwohnung genehmigten – Dachausbau zur Ausführung. Ähnlich wie Bergerstraße 6 ist das Fassadenschema gestaltet, wenngleich die enge Stellung der beiden Kastenerker nicht ganz glücklich scheint. Einfache Putzstrukturen und Gesimse gliedern die nur siebenachsige Schauseite, die durch die unprofilierten weißen Kunststofffenster in ihrer Wirkung zurückhaltender Eleganz eingebüß | 09303421 |
| Weitere Bilder                          | Mietshäuser einer Wohnanlage, mit begrüntem Innenhof und seitlicher Einfriedung | Bergerstraße 8; 10; 12 (Karte)                                                            | um 1925 (Mehrfamilienwohnhaus) | Putzfassaden mit Putz- und Kunststeingliederung in Art-Déco-Formen, siehe auch Schönefelder Allee 5-7, baugeschichtlich von Bedeutung | 09260758 |
| Direkt Bild zu diesem Denkmal hochladen | Einzeldenkmale obiger Sachgesamtheit: Postbahnhof (Anschrift: Adenauerallee 6 und 8) und zwei Verwaltungsgebäude (Anschrift: Brandenburger Straße 28 und 30) sowie zwei Stellwerke im Gleisfeld (siehe auch Sachgesamtheitsbestandteildokument – Obj. 09304787, Adenauerallee 6-10) | Brandenburger Straße 28; 30 (Karte)                                                       | 1905–1912 (Postbahnhof) | die beiden Gebäude an der Brandenburger Straße ehemals Postamt 18 und Telegrafenzeugamt, baugeschichtlich, eisenbahnhistorisch und technikgeschichtlich von Bedeutung, überregionale Wertigkeit | 09260352 |
| Direkt Bild zu diesem Denkmal hochladen | Sachgesamtheitsbestandteil obiger Sachgesamtheit, mit den Einzeldenkmalen: Postbahnhof (Obj. 09260352 – Adenauerallee 6, 8 und Brandenburger Straße 28, 30), Postbahnhof-Verwaltungsgebäude (Obj. 09260350 – Adenauerallee 8), Bahnbetriebswerk Nord (Obj. 09260347 – Adenauerallee 10), Bahnbetriebswerk West (Obj. 09260358 – Rackwitzer Straße 1, 3) sowie mit folgenden Sachgesamtheitsteilen: weitere Eisenbahnbauten (Rackwitzer Straße, ohne Nr.) – (siehe auch Sachgesamtheitsdokument – Obj. 09304785, Willy-Brandt-Platz 7) | Brandenburger Straße 28; 30 (Karte)                                                       | 1903–1915 (Eisenbahnbauten) | ortsgeschichtlich und technikgeschichtlich von Bedeutung | 09304787 |
|                                         | Handschwengelpumpe mit Brunnenschacht und Abdeckplatte | Clara-Wieck-Straße (Karte)                                                                | vor 1905 (Handschwengelpumpe) | Handschwengelpumpe vor Nummer 34/36, ortsgeschichtlich von Bedeutung | 09294857 |
| Direkt Bild zu diesem Denkmal hochladen | Mehrfamilienhaus | Clara-Wieck-Straße 1 (Karte)                                                              | 1927 (Mietshaus) | bildet Drillingshaus mit Stöckelstraße 43 und Zittauer Straße 10, Putzfassade, Klinker-Erdgeschoss, Teil der kommunalen Wohnbebauung an der Zittauer Straße, baugeschichtlich von Bedeutung | 09260895 |
|                                         | Mietshaus in halboffener Bebauung (ohne Laden-Anbau, Nr. 2a) | Clara-Wieck-Straße 2 (Karte)                                                              | um 1935 (Mietshaus) | zeittypische Putzfassade, Klinker-Portal, baugeschichtlich von Bedeutung | 09260337 |
|                                         | Einzeldenkmal o. g. Sachgesamtheit: Zwei Mehrfamilienhauszeilen (Nr. 4/6 und Nr. 8-12) einer Wohnanlage, mit Laden-Zwischenbau (siehe auch Sachgesamtheitsdokument – Obj. 09305890, Clara-Wieck-Straße 4-24) | Clara-Wieck-Straße 4; 6; 8; 10; 12 (Karte)                                                | 1926–1927 (Mehrfamilienwohnhaus) | Putzfassade, Klinker-Erdgeschoss, siehe auch Zittauer Straße 1-7, baugeschichtlich und ortsentwicklungsgeschichtlich von Bedeutung | 09260336 |
| Weitere Bilder                          | Sachgesamtheit Städtische Wohnanlage Clara-Wieck-Straße, mit folgenden Einzeldenkmalen: Mehrfamilienhäuser und Ladenzwischenbauten (siehe Einzeldenkmalliste, Clara-Wieck-Straße 4, 6, 8, 10, 12 – Obj. 09260336, Clara-Wieck-Straße 14, 16, 18, 20, 22, 24 – Obj. 09260335, Löbauer Straße 30, 32, 34, 36, 38 – Obj. 09260153, Zittauer Straße 1, 3, 5, 7 – Obj. 09260334 und Zittauer Straße 4, 6, 8 – Obj. 09260333) sowie mit folgenden Sachgesamtheitsteilen: Vorgärten an der Zittauer Straße und begrünte Innenhöfe | Clara-Wieck-Straße 4; 6; 8; 10; 12; 14; 16; 18; 20; 22; 24 (Karte)                        | 1926–1927 (Wohnanlage) | Putzfassade, Klinker-Erdgeschoss, baugeschichtlich und ortsentwicklungsgeschichtlich von Bedeutung | 09305890 |
|                                         | Mietshaus in geschlossener Bebauung | Clara-Wieck-Straße 13 (Karte)                                                             | 1927–1932 (Mietshaus) | rötliche Putzfassade, Dreieckserker, Haustürgewände in Art-Déco-Formen, baugeschichtlich von Bedeutung | 09260279 |
| Direkt Bild zu diesem Denkmal hochladen | Einzeldenkmal o. g. Sachgesamtheit: Sechs Mehrfamilienhäuser einer Wohnanlage (siehe auch Sachgesamtheitsdokument – Obj. 09305890, Clara-Wieck-Straße 4-24) | Clara-Wieck-Straße 14; 16; 18; 20; 22; 24 (Karte)                                         | 1926–1927 (Mehrfamilienwohnhaus) | Putzfassade, Klinker-Erdgeschoss, siehe auch Löbauer Straße 32-38 und Zittauer Straße 4-8, baugeschichtlich und ortsentwicklungsgeschichtlich von Bedeutung | 09260335 |
|                                         | Mietshaus in geschlossener Bebauung | Clara-Wieck-Straße 15 (Karte)                                                             | 1927–1932 (Mietshaus) | rötliche Putzfassade, mit flachem Kastenerker, Haustürgewände in Art-Déco-Formen, baugeschichtlich von Bedeutung | 09260280 |
|                                         | Mietshaus in geschlossener Bebauung | Clara-Wieck-Straße 29 (Karte)                                                             | um 1915 (Mietshaus) | Putzfassade, Erker, Reformstil-Architektur, baugeschichtlich von Bedeutung | 09260284 |
|                                         | Mietshaus in geschlossener Bebauung | Clara-Wieck-Straße 30 (Karte)                                                             | bezeichnet 1897 (Mietshaus) | mit Laden, Klinkerfassade, baugeschichtlich von Bedeutung | 09260188 |
|                                         | Mietshaus in geschlossener Bebauung | Clara-Wieck-Straße 31 (Karte)                                                             | um 1910 (Mietshaus) | Putzfassade, bleiverglaste Treppenhausfenster, Reformstil-Architektur, baugeschichtlich von Bedeutung | 09260283 |
|                                         | Mietshaus in geschlossener Bebauung | Clara-Wieck-Straße 32 (Karte)                                                             | um 1897 (Mietshaus) | mit Laden und Tordurchfahrt, Klinkerfassade, baugeschichtlich von Bedeutung | 09260187 |
|                                         | Mietshaus in geschlossener Bebauung | Clara-Wieck-Straße 33 (Karte)                                                             | um 1910 (Mietshaus) | mit Tordurchfahrt und Ladeneinbau, Putzfassade, bleiverglaste Treppenhausfenster, Reformstil-Architektur, baugeschichtlich von Bedeutung | 09260282 |
|                                         | Mietshaus in geschlossener Bebauung | Clara-Wieck-Straße 34 (Karte)                                                             | um 1890 (Mietshaus) | mit Tordurchfahrt, kräftig gegliederte, historisierende Klinkerfassade, baugeschichtlich von Bedeutung | 09260186 |
|                                         | Mietshaus in geschlossener Bebauung | Clara-Wieck-Straße 36 (Karte)                                                             | um 1890 (Mietshaus) | Klinkerfassade, baugeschichtlich von Bedeutung | 09260185 |
|                                         | Mietshaus in geschlossener Bebauung | Clara-Wieck-Straße 37 (Karte)                                                             | um 1890 (Mietshaus) | Klinkerfassade, baugeschichtlich von Bedeutung | 09260285 |
|                                         | Mietshaus in geschlossener Bebauung | Clara-Wieck-Straße 38 (Karte)                                                             | nach 1890 (Mietshaus) | mit Laden, Klinkerfassade, baugeschichtlich von Bedeutung | 09260184 |
|                                         | Mietshaus in geschlossener Bebauung | Clara-Wieck-Straße 40 (Karte)                                                             | nach 1890 (Mietshaus) | kräftig gegliederte, historisierende Klinkerfassade, teilweise geätzte Treppenhausfenster, baugeschichtlich von Bedeutung | 09260183 |
|                                         | Mietshaus in geschlossener Bebauung und in Ecklage | Clara-Wieck-Straße 42 (Karte)                                                             | um 1885 (Mietshaus) | mit Eckladen (Gaststätte), Klinkerfassade mit Formsteingliederung, baugeschichtlich von Bedeutung | 09260182 |
|                                         | Mietshaus in geschlossener Bebauung und in Ecklage | Clara-Wieck-Straße 44 (Karte)                                                             | um 1895 (Mietshaus) | ehemals mit Eckladen, historisierende Klinkerfassade, bleiverglaste Treppenhausfenster, baugeschichtlich von Bedeutung | 09260019 |
|                                         | Mietshaus in geschlossener Bebauung | Clara-Wieck-Straße 46 (Karte)                                                             | um 1905 (Mietshaus) | mit Tordurchfahrt, Klinkerfassade, baugeschichtlich von Bedeutung | 09299640 |
|                                         | Mietshaus in geschlossener Bebauung | Clara-Wieck-Straße 48 (Karte)                                                             | um 1900 (Mietshaus) | mittenbetonte Klinkerfassade, Ausmalung von Treppenhaus und Eingangsbereich, baugeschichtlich von Bedeutung | 09260020 |
|                                         | Mietshaus in geschlossener Bebauung | Clara-Wieck-Straße 52 (Karte)                                                             | 1891–1892 (Mietshaus) | ehemals mit Tordurchfahrt (heute Laden), historisierende Putzfassade, baugeschichtlich von Bedeutung Auf dem Grundstück, ehemals Gartenstraße 5 in Schönefeld, entstand 1891/1892 ein Wohnhaus nebst Waschhaus und Wagenschuppen durch die Maurerbrüder Traugott Wilhelm und Friedrich Carl Fritzsche. Das rechts angrenzende Grundstück war bereits im Bau, als der Zweispänner hier mit Stube, zwei Kammern, Vorplatz sowie Podestaborten entstand. Für die Anzeige der abschließenden Fertigstellung zeichnete W. Riedel. Wohl um 1990 wurde die vorhandene Durchfahrt zu einem Laden umgebaut. Historistischer Stuckdekor, Fensterverdachungen aus Kunststein sowie ein Stockgesims gliedern die Putzfassade über Klinkersockel. Teile der Ausstattung sind erhalten, eine zunächst für 2015 avisierte Sanierung erfolgte im Jahr 2017. Einhergehend mit der kompletten Putzerneuerung erfolgte wohl eine Vereinfachung beispielsweise der mehrfach profilierten Putzrahmungen um die Fenster, original sind die Stuckkonsolen der Fensterverdachungen im 1. Obergeschoss. Für das Gebäude im Schönefelder Erweiterungsgebiet ist ein baugeschichtlicher Wert maßgebend. LfD/2015, 2017 | 09260021 |
|                                         | Handschwengelpumpe mit Brunnenschacht und Abdeckplatte | Dimpfelstraße - (Karte)                                                                   | vor 1905 (Handschwengelpumpe) | ortsgeschichtlich von Bedeutung | 09260243 |
|                                         | Handschwengelpumpe mit Brunnenschacht und Abdeckplatte | Dimpfelstraße - (Karte)                                                                   | vor 1905 (Handschwengelpumpe) | Typ L, ortsgeschichtlich von Bedeutung | 09260231 |
|                                         | Mietshaus in halboffener Bebauung | Dimpfelstraße 4 (Karte)                                                                   | um 1890 (Mietshaus) | mit Tordurchfahrt und ehemals mit Laden, Klinker-Putz-Fassade, baugeschichtlich von Bedeutung | 09260224 |
| Weitere Bilder                          | Mietshaus in geschlossener Bebauung | Dimpfelstraße 5 (Karte)                                                                   | um 1880 (Mietshaus) | mit Tordurchfahrt, historisierende Putzfassade, baugeschichtlich von Bedeutung | 09260233 |
| Weitere Bilder                          | Mietshaus in geschlossener Bebauung | Dimpfelstraße 7 (Karte)                                                                   | um 1880 (Mietshaus) | mit Tordurchfahrt, historisierende Putzfassade, baugeschichtlich von Bedeutung | 09260234 |
|                                         | Mietshaus in geschlossener Bebauung | Dimpfelstraße 11 (Karte)                                                                  | um 1880 (Mietshaus) | mit Tordurchfahrt und Laden-Einbau, Putzfassade, Holzpaneele in der Tordurchfahrt, baugeschichtlich von Bedeutung | 09260235 |
| Weitere Bilder                          | Mietshaus in geschlossener Bebauung | Dimpfelstraße 13 (Karte)                                                                  | um 1880 (Mietshaus) | mit Tordurchfahrt und Laden, Klinker-Putz-Fassade, originale Ladenfront, Schablonenmalerei im Innern, baugeschichtlich von Bedeutung | 09260236 |
|                                         | Mietshaus in geschlossener Bebauung | Dimpfelstraße 15 (Karte)                                                                  | um 1880 (Mietshaus) | mit Tordurchfahrt, historisierende Putzfassade, baugeschichtlich von Bedeutung | 09260237 |
| Weitere Bilder                          | Mietshaus in geschlossener Bebauung | Dimpfelstraße 17 (Karte)                                                                  | um 1885 (Mietshaus) | mit Tordurchfahrt und Laden, Klinkerfassade, Schablonenmalerei im Treppenhaus, baugeschichtlich von Bedeutung | 09260238 |
| Weitere Bilder                          | Mietshaus in geschlossener Bebauung | Dimpfelstraße 19 (Karte)                                                                  | um 1885 (Mietshaus) | mit Tordurchfahrt, ehemals mit Laden, Klinker-Putz-Fassade, Schablonenmalerei im Treppenhaus, baugeschichtlich von Bedeutung | 09260239 |
|                                         | Mietshaus in geschlossener Bebauung | Dimpfelstraße 21 (Karte)                                                                  | um 1890 (Mietshaus) | Klinkerfassade, baugeschichtlich von Bedeutung | 09260240 |
|                                         | Mietshaus in geschlossener Bebauung | Dimpfelstraße 22 (Karte)                                                                  | um 1880 (Mietshaus) | mit Tordurchfahrt, ehemals mit Laden, historisierende Putzfassade, baugeschichtlich von Bedeutung | 09260223 |
|                                         | Mietshaus in geschlossener Bebauung, Hofpflasterung und Werkstattgebäude im Hof | Dimpfelstraße 23 (Karte)                                                                  | um 1890 (Mietshaus) | Vorderhaus mit Tordurchfahrt und Laden, Klinkerfassade, Ladenfront original, baugeschichtlich von Bedeutung | 09260241 |
|                                         | Mietshaus in geschlossener Bebauung | Dimpfelstraße 25 (Karte)                                                                  | um 1890 (Mietshaus) | mit Tordurchfahrt und Laden, Klinkerfassade, baugeschichtlich von Bedeutung | 09260242 |
|                                         | Mietshaus in geschlossener Bebauung | Dimpfelstraße 27 (Karte)                                                                  | um 1885 (Mietshaus) | mit Tordurchfahrt und Laden, Klinker-Putz-Fassade, Ladenfront original, baugeschichtlich von Bedeutung | 09260244 |
|                                         | Mietshaus in geschlossener Bebauung | Dimpfelstraße 29 (Karte)                                                                  | um 1880 (Mietshaus) | mit Hausdurchgang, gut gegliederte Putzfassade, baugeschichtlich von Bedeutung | 09260245 |
|                                         | Mietshaus in geschlossener Bebauung und in Ecklage | Dimpfelstraße 30 (Karte)                                                                  | 1892–1893 (Mietshaus) | mit Läden und Hausdurchgang, Putzfassade, baugeschichtlich bedeutsamer Eckbau zur Heinkstraße | 09260221 |
|                                         | Mietshaus in geschlossener Bebauung und in Ecklage | Dimpfelstraße 31 (Karte)                                                                  | um 1880 (Mietshaus) | mit Eckladen, historisierende Putzfassade, Portal mit aufwendigem Stuck, baugeschichtlich von Bedeutung | 09260246 |
|                                         | Mietshaus in geschlossener Bebauung | Dimpfelstraße 32 (Karte)                                                                  | um 1880 (Mietshaus) | mit Tordurchfahrt, reich stuckierte Putzfassade, baugeschichtlich von Bedeutung | 09260220 |
|                                         | Mietshaus in geschlossener Bebauung | Dimpfelstraße 34 (Karte)                                                                  | um 1880 (Mietshaus) | mit Tordurchfahrt, ehemals mit Laden, reich stuckierte Putzfassade, baugeschichtlich von Bedeutung | 09260219 |
|                                         | Mietshaus in geschlossener Bebauung | Dimpfelstraße 35 (Karte)                                                                  | um 1885 (Mietshaus) | historisierende Putzfassade, baugeschichtlich von Bedeutung | 09260258 |
|                                         | Mietshaus in geschlossener Bebauung | Dimpfelstraße 36 (Karte)                                                                  | um 1880 (Mietshaus) | mit Tordurchfahrt, reich stuckierte Putzfassade, Schablonenmalerei im Innern, baugeschichtlich von Bedeutung | 09260218 |
|                                         | Mietshaus in geschlossener Bebauung | Dimpfelstraße 38 (Karte)                                                                  | um 1880 (Mietshaus) | reich stuckierte Putzfassade, baugeschichtlich von Bedeutung | 09260217 |
|                                         | Mietshaus in geschlossener Bebauung | Dimpfelstraße 39 (Karte)                                                                  | um 1885 (Mietshaus) | mit Tordurchfahrt, historisierende Klinker-Putz-Fassade, baugeschichtlich von Bedeutung | 09260257 |
|                                         | Mietshaus in geschlossener Bebauung | Dimpfelstraße 41 (Karte)                                                                  | um 1885 (Mietshaus) | mit Tordurchfahrt, reich stuckierte Putzfassade, baugeschichtlich von Bedeutung | 09260256 |
|                                         | Mietshaus in geschlossener Bebauung | Dimpfelstraße 42 (Karte)                                                                  | um 1885 (Mietshaus) | prächtige historisierende Klinkerfassade, baugeschichtlich von Bedeutung | 09260215 |
|                                         | Mietshaus in geschlossener Bebauung | Dimpfelstraße 43 (Karte)                                                                  | um 1885 (Mietshaus) | mit Tordurchfahrt und zwei Läden, Klinkerfassade, baugeschichtlich von Bedeutung | 09260255 |
|                                         | Mietshaus in geschlossener Bebauung | Dimpfelstraße 44 (Karte)                                                                  | um 1885 (Mietshaus) | mit Tordurchfahrt und ehemals mit Laden, historisierende Putzfassade, baugeschichtlich von Bedeutung | 09260214 |
|                                         | Mietshaus in geschlossener Bebauung | Dimpfelstraße 45 (Karte)                                                                  | um 1880 (Mietshaus) | mit Tordurchfahrt und ehemals mit Laden, historisierende Putz-Klinker-Fassade, baugeschichtlich von Bedeutung | 09260254 |
|                                         | Mietshaus in geschlossener Bebauung | Dimpfelstraße 47 (Karte)                                                                  | um 1890 (Mietshaus) | historisierende Klinkerfassade, baugeschichtlich von Bedeutung | 09260253 |
|                                         | Mietshaus in geschlossener Bebauung | Dimpfelstraße 52 (Karte)                                                                  | um 1890 (Mietshaus) | mit Tordurchfahrt, historisierende Klinkerfassade, Schablonenmalerei in der Tordurchfahrt, baugeschichtlich von Bedeutung | 09260213 |
|                                         | Mietshaus in geschlossener Bebauung | Dimpfelstraße 54 (Karte)                                                                  | um 1890 (Mietshaus) | mit Tordurchfahrt, historisierende Klinkerfassade, baugeschichtlich von Bedeutung | 09260230 |
|                                         | Mietshaus in geschlossener Bebauung | Dimpfelstraße 56 (Karte)                                                                  | um 1885 (Mietshaus) | mit Tordurchfahrt, Putzfassade, teilweise farbige Treppenhausfenster, baugeschichtlich von Bedeutung | 09260229 |
|                                         | Mietshaus in geschlossener Bebauung | Dimpfelstraße 57 (Karte)                                                                  | um 1890 (Mietshaus) | mit Tordurchfahrt, Putzfassade, baugeschichtlich von Bedeutung | 09260252 |
|                                         | Mietshaus in geschlossener Bebauung | Dimpfelstraße 58 (Karte)                                                                  | um 1885 (Mietshaus) | mit Tordurchfahrt, Putzfassade, baugeschichtlich von Bedeutung | 09260228 |
|                                         | Mietshaus in geschlossener Bebauung | Dimpfelstraße 59 (Karte)                                                                  | um 1890 (Mietshaus) | mit Tordurchfahrt und Laden, historisierende Klinkerfassade, Ladenfront original, baugeschichtlich von Bedeutung | 09260251 |
|                                         | Mietshaus in geschlossener Bebauung | Dimpfelstraße 60 (Karte)                                                                  | um 1885 (Mietshaus) | mit Tordurchfahrt, Putzfassade, baugeschichtlich von Bedeutung | 09260227 |
|                                         | Mietshaus in geschlossener Bebauung | Dimpfelstraße 61 (Karte)                                                                  | um 1890 (Mietshaus) | mit Tordurchfahrt, Klinkerfassade, baugeschichtlich von Bedeutung | 09260250 |
|                                         | Mietshaus in geschlossener Bebauung | Dimpfelstraße 62 (Karte)                                                                  | um 1885 (Mietshaus) | mit Tordurchfahrt, Putzfassade, baugeschichtlich von Bedeutung | 09260226 |
|                                         | Mietshaus in geschlossener Bebauung | Dimpfelstraße 63 (Karte)                                                                  | um 1890 (Mietshaus) | mit Tordurchfahrt, ehemals mit Laden, historisierende Putzfassade, baugeschichtlich von Bedeutung | 09260249 |
|                                         | Mietshaus in geschlossener Bebauung | Dimpfelstraße 64 (Karte)                                                                  | um 1885 (Mietshaus) | mit Tordurchfahrt, wohl ehemals mit Laden, Putzfassade, baugeschichtlich von Bedeutung | 09260225 |
|                                         | Mietshaus in geschlossener Bebauung | Dimpfelstraße 65 (Karte)                                                                  | um 1890 (Mietshaus) | mit Tordurchfahrt und ehemals mit Laden, Klinkerfassade, baugeschichtlich von Bedeutung | 09260248 |
|                                         | Mietshaus in geschlossener Bebauung | Dimpfelstraße 67 (Karte)                                                                  | um 1890 (Mietshaus) | Klinkerfassade, baugeschichtlich von Bedeutung | 09260247 |
| Direkt Bild zu diesem Denkmal hochladen | Einzeldenkmal o. g. Sachgesamtheit: Zwei Mehrfamilienhäuser einer Wohnanlage (siehe auch Sachgesamtheitsdokument – Obj. 09305888, Kuntzschmannstraße 1-15) | Elsa-Brändström-Straße 1; 3 (Karte)                                                       | 1935 (Doppelmietshaus) | Putzfassade, Wohnanlage mit Fridtjof-Nansen-Straße 2-16 und Waldbaurstraße 16-20, Bestandteil der Schönefelder Wohnhäuser des Bauvereins zur Beschaffung preiswerter Wohnungen aus der Zwischenkriegszeit, baugeschichtlich und sozialgeschichtlich von Bedeutung | 09260714 |
|                                         | Einzeldenkmal o. g. Sachgesamtheit: Mehrfamilienhaus einer Wohnanlage (siehe auch Sachgesamtheitsdokument – Obj. 09305888, Kuntzschmannstraße 1-15) | Emil-Schubert-Straße 1 (Karte)                                                            | 1925–1926 (Mehrfamilienwohnhaus) | Putzfassade, Klinkersockel, zur Wohnanlage Baunackstraße 8/10 sowie Kohlweg 26-36 gehörend, Anklänge an den Stil des Art déco, Bestandteil der Schönefelder Wohnhäuser des Bauvereins zur Beschaffung preiswerter Wohnungen aus der Zwischenkriegszeit, baugeschichtlich und sozialgeschichtlich von Bedeutung | 09260893 |
|                                         | Mietshauszeile in halboffener Bebauung einer Wohnanlage, mit Vorgarten und Hofgestaltung | Emil-Schubert-Straße 2; 4; 6; 8; 10; 12; 14; 16 (Karte)                                   | 1910–1911 (Mietshauszeile) | Putzfassade, Ziegelsockel, Reformstil-Architektur, bauliche Einheit mit Baunackstraße 6, Bestandteil der Schönefelder Wohnhäuser des Bauvereins zur Beschaffung preiswerter Wohnungen, baugeschichtlich und sozialgeschichtlich von Bedeutung Für Nummer 2 und Baunackstraße 6: B. Kuntzschmann, Carl Kinne und M. Röhsinger unterzeichneten 1910 für den Bauverein zur Beschaffung preiswerter Wohnungen in Leipzig eGmbH ein Baugesuch, welches der Architekt Walter Wiesinger vorbereitet hatte. Im Januar 1911 wurde Baugenehmigung erteilt und der Baumeister Otto Hüller mit der Leitung des Vorhabens betraut. Das Gebäude Baunackstraße 6 erhielt in jeder Etage zwei Wohnungen mit Stube, Kammer, Küche – das Haus Emil-Schubert-Straße 2 sollte in jedem Geschoss drei Mietparteien beheimaten. Hinsichtlich der ausführenden Arbeiten erfolgte der Vertragsschluss mit der Baufirma von Eduard Steyer. Eine an beiden Straßenfronten in Loggien aufgelöste Ecke und zwei Zwerchhausgiebel, ebenfalls in Ecksituation, prägen den schlichten, verputzten Baukörper. Auffallend ist der bis zu den Sohlbänken der Parterrewohnungen reichende rote Klinkersockel. Sparsam wurden Gliederungselemente eingesetzt und lediglich die Hauseingänge erhielten eine etwas aufwendigere Gestaltung. Die qualitätvolle Ausstattung in den Fluren und Treppenhäusern sind weitgehend erhalten. Ansehnlicher Eckbau im Schönefelder Erweiterungsgebiet, als Zeugnis genossenschaftlichen Wirkens baugeschichtlich und sozialgeschichtlich bedeutsam. LfD/2014 | 09260712 |
|                                         | Mietshauszeile in geschlossener Bebauung einer Wohnanlage | Emil-Schubert-Straße 3; 5; 7; 9; 11; 13; 15 (Karte)                                       | 1913 (Mietshauszeile) | Putzfassade mit Erkern, Reformstil-Architektur, Bestandteil der Schönefelder Wohnhäuser des Bauvereins zur Beschaffung preiswerter Wohnungen, baugeschichtlich und sozialgeschichtlich von Bedeutung | 09260730 |
|                                         | Mietshaus in geschlossener Bebauung einer Wohnanlage, mit Laden (dort Wäschemangel) | Emil-Schubert-Straße 17 (Karte)                                                           | 1914 (Mietshaus) | Putzfassade, bauliche Einheit mit Emil-Schubert-Straße 17-37, Bestandteil der Schönefelder Wohnhäuser des Bauvereins zur Beschaffung preiswerter Wohnungen, baugeschichtlich und sozialgeschichtlich von Bedeutung | 09260123 |
|                                         | Mietshaus in geschlossener Bebauung einer Wohnanlage, mit Vorgarten | Emil-Schubert-Straße 18 (Karte)                                                           | 1911 (Mietshaus) | Putz-Klinker-Fassade, bauliche Einheit mit Emil-Schubert-Straße 18-30, Bestandteil der Schönefelder Wohnhäuser des Bauvereins zur Beschaffung preiswerter Wohnungen, baugeschichtlich und sozialgeschichtlich von Bedeutung | 09260872 |
|                                         | Mietshaus in geschlossener Bebauung einer Wohnanlage | Emil-Schubert-Straße 19 (Karte)                                                           | 1914 (Mietshaus) | Putzfassade, bauliche Einheit mit Emil-Schubert-Straße 17-37, Bestandteil der Schönefelder Wohnhäuser des Bauvereins zur Beschaffung preiswerter Wohnungen, baugeschichtlich und sozialgeschichtlich von Bedeutung | 09260122 |
|                                         | Mietshaus in geschlossener Bebauung einer Wohnanlage, mit Vorgarten | Emil-Schubert-Straße 20 (Karte)                                                           | 1911 (Mietshaus) | Putz-Klinker-Fassade, bauliche Einheit mit Emil-Schubert-Straße 18-30, Bestandteil der Schönefelder Wohnhäuser des Bauvereins zur Beschaffung preiswerter Wohnungen, baugeschichtlich und sozialgeschichtlich von Bedeutung | 09260873 |
|                                         | Mietshaus in geschlossener Bebauung einer Wohnanlage | Emil-Schubert-Straße 21 (Karte)                                                           | 1914 (Mietshaus) | Putzfassade, bauliche Einheit mit Emil-Schubert-Straße 17-37, Bestandteil der Schönefelder Wohnhäuser des Bauvereins zur Beschaffung preiswerter Wohnungen, baugeschichtlich und sozialgeschichtlich von Bedeutung | 09260121 |
|                                         | Mietshaus in geschlossener Bebauung einer Wohnanlage, mit Vorgarten | Emil-Schubert-Straße 22 (Karte)                                                           | 1911 (Mietshaus) | Putz-Klinker-Fassade, bauliche Einheit mit Emil-Schubert-Straße 18-30, Bestandteil der Schönefelder Wohnhäuser des Bauvereins zur Beschaffung preiswerter Wohnungen, baugeschichtlich und sozialgeschichtlich von Bedeutung | 09260874 |
|                                         | Mietshaus in geschlossener Bebauung einer Wohnanlage | Emil-Schubert-Straße 23 (Karte)                                                           | 1914 (Mietshaus) | Putzfassade, bauliche Einheit mit Emil-Schubert-Straße 17-37, Bestandteil der Schönefelder Wohnhäuser des Bauvereins zur Beschaffung preiswerter Wohnungen, baugeschichtlich und sozialgeschichtlich von Bedeutung | 09260120 |
|                                         | Mietshaus in geschlossener Bebauung einer Wohnanlage, mit Vorgarten | Emil-Schubert-Straße 24 (Karte)                                                           | 1911 (Mietshaus) | Putz-Klinker-Fassade, bauliche Einheit mit Emil-Schubert-Straße 18-30, Bestandteil der Schönefelder Wohnhäuser des Bauvereins zur Beschaffung preiswerter Wohnungen, baugeschichtlich und sozialgeschichtlich von Bedeutung | 09260875 |
|                                         | Mietshaus in geschlossener Bebauung einer Wohnanlage | Emil-Schubert-Straße 25 (Karte)                                                           | 1914 (Mietshaus) | Putzfassade, bauliche Einheit mit Emil-Schubert-Straße 17-37, Bestandteil der Schönefelder Wohnhäuser des Bauvereins zur Beschaffung preiswerter Wohnungen, baugeschichtlich und sozialgeschichtlich von Bedeutung | 09260119 |
|                                         | Mietshaus in geschlossener Bebauung einer Wohnanlage, mit Vorgarten | Emil-Schubert-Straße 26 (Karte)                                                           | 1911 (Mietshaus) | Putz-Klinker-Fassade, bauliche Einheit mit Emil-Schubert-Straße 18-30, Bestandteil der Schönefelder Wohnhäuser des Bauvereins zur Beschaffung preiswerter Wohnungen, baugeschichtlich und sozialgeschichtlich von Bedeutung | 09260890 |
|                                         | Mietshaus in geschlossener Bebauung einer Wohnanlage | Emil-Schubert-Straße 27 (Karte)                                                           | 1914 (Mietshaus) | Putzfassade, bauliche Einheit mit Emil-Schubert-Straße 17-37, Bestandteil der Schönefelder Wohnhäuser des Bauvereins zur Beschaffung preiswerter Wohnungen, baugeschichtlich und sozialgeschichtlich von Bedeutung | 09260118 |
|                                         | Mietshaus in geschlossener Bebauung einer Wohnanlage, mit Vorgarten | Emil-Schubert-Straße 28 (Karte)                                                           | 1911 (Mietshaus) | Putz-Klinker-Fassade, bauliche Einheit mit Emil-Schubert-Straße 18-30, Bestandteil der Schönefelder Wohnhäuser des Bauvereins zur Beschaffung preiswerter Wohnungen, baugeschichtlich und sozialgeschichtlich von Bedeutung | 09260891 |
|                                         | Mietshaus in geschlossener Bebauung einer Wohnanlage | Emil-Schubert-Straße 29 (Karte)                                                           | 1914 (Mietshaus) | Putzfassade, bauliche Einheit mit Emil-Schubert-Straße 17-37, Bestandteil der Schönefelder Wohnhäuser des Bauvereins zur Beschaffung preiswerter Wohnungen, baugeschichtlich und sozialgeschichtlich von Bedeutung | 09260128 |
|                                         | Mietshaus in geschlossener Bebauung einer Wohnanlage, mit Vorgarten | Emil-Schubert-Straße 30 (Karte)                                                           | 1911 (Mietshaus) | Putz-Klinker-Fassade, bauliche Einheit mit Emil-Schubert-Straße 18-30, Bestandteil der Schönefelder Wohnhäuser des Bauvereins zur Beschaffung preiswerter Wohnungen, baugeschichtlich und sozialgeschichtlich von Bedeutung | 09260892 |
|                                         | Mietshaus in geschlossener Bebauung einer Wohnanlage | Emil-Schubert-Straße 31 (Karte)                                                           | 1914 (Mietshaus) | Putzfassade, bauliche Einheit mit Emil-Schubert-Straße 17-37, Bestandteil der Schönefelder Wohnhäuser des Bauvereins zur Beschaffung preiswerter Wohnungen, baugeschichtlich und sozialgeschichtlich von Bedeutung | 09260127 |
| Weitere Bilder                          | Mietshauszeile in geschlossener Bebauung einer Wohnanlage, mit Vorgarten | Emil-Schubert-Straße 32; 34; 36; 38 (Karte)                                               | 1914 (Mietshauszeile) | Putzfassade mit Erkern, Reformstil-Architektur, bauliche Einheit mit Trötzschelstraße 6, Bestandteil der Schönefelder Wohnhäuser des Bauvereins zur Beschaffung preiswerter Wohnungen, baugeschichtlich und sozialgeschichtlich von Bedeutung | 09260132 |
|                                         | Mietshaus in geschlossener Bebauung einer Wohnanlage | Emil-Schubert-Straße 33 (Karte)                                                           | 1914 (Mietshaus) | Putzfassade, bauliche Einheit mit Emil-Schubert-Straße 17-37, Bestandteil der Schönefelder Wohnhäuser des Bauvereins zur Beschaffung preiswerter Wohnungen, baugeschichtlich und sozialgeschichtlich von Bedeutung | 09260126 |
|                                         | Mietshaus in geschlossener Bebauung einer Wohnanlage | Emil-Schubert-Straße 35 (Karte)                                                           | 1914 (Mietshaus) | Putzfassade, bauliche Einheit mit Emil-Schubert-Straße 17-37, Bestandteil der Schönefelder Wohnhäuser des Bauvereins zur Beschaffung preiswerter Wohnungen, baugeschichtlich und sozialgeschichtlich von Bedeutung | 09260125 |
|                                         | Mietshaus in geschlossener Bebauung (bauliche Einheit mit Waldbaurstraße 9) einer Wohnanlage | Emil-Schubert-Straße 37 (Karte)                                                           | 1914 (Mietshaus) | mit Laden, Putzfassade, bauliche Einheit mit Emil-Schubert-Straße 17-37, Bestandteil der Schönefelder Wohnhäuser des Bauvereins zur Beschaffung preiswerter Wohnungen, baugeschichtlich und sozialgeschichtlich von Bedeutung | 09260124 |
|                                         | Einzeldenkmal o. g. Sachgesamtheit: 20 Mehrfamilienhäuser einer Wohnanlage (siehe auch Sachgesamtheitsdokument – Obj. 09305897, Fliederhof 1 – 26) | Fliederhof 1; 2; 4; 5; 6; 7; 8; 9; 10; 11; 12; 13; 14; 15; 16; 18; 20; 22; 24; 26 (Karte) | um 1935 (Wohnanlage) | zum Teil mit Läden, Putzfassaden im traditionalistischen Stil, siehe auch Rackwitzer Straße 34/36, baugeschichtlich und städtebaulich von Bedeutung | 09260362 |
|                                         | Sachgesamtheit Wohnanlage Fliederhof, mit folgenden Einzeldenkmalen: 22 Mehrfamilienhäuser einer Wohnanlage (siehe Einzeldenkmalliste, Fliederhof 1-26, Obj. 09260362 und Rackwitzer Straße 34, 36, Obj. 09260361), Pergolen (bei Fliederhof 11 und 12), mit Vorgärten und Grünfläche an der Adenauerallee sowie mit folgenden Sachgesamtheitsteilen: Terrassenanlagen (bei Fliederhof 1 und 2) | Fliederhof 1; 2; 4; 5; 6; 7; 8; 9; 10; 11; 12; 13; 14; 15; 16; 18; 20; 22; 24; 26 (Karte) | um 1935 (Wohnanlage) | baugeschichtlich und städtebaulich von Bedeutung | 09305897 |
| Direkt Bild zu diesem Denkmal hochladen | Einzeldenkmal o. g. Sachgesamtheit: Acht Mehrfamilienhäuser einer Wohnanlage (siehe auch Sachgesamtheitsdokument – Obj. 09305888, Kuntzschmannstraße 1-15) | Fridtjof-Nansen-Straße 2; 4; 6; 8; 10; 12; 14; 16 (Karte)                                 | 1935 (Mehrfamilienwohnhaus) | Putzfassade, Ziegelsockel, Wohnanlage mit Elsa-Brändström-Straße 1/3 und Waldbaurstraße 16-20, Treppenhausausmalung 1950er Jahre, Bestandteil der Schönefelder Wohnhäuser des Bauvereins zur Beschaffung preiswerter Wohnungen aus der Zwischenkriegszeit, baugeschichtlich und sozialgeschichtlich von Bedeutung | 09260887 |
| Direkt Bild zu diesem Denkmal hochladen | Doppelwohnhaus in offener Bebauung | Friedrich-Kram-Weg 3; 5 (Karte)                                                           | 1930–1931 (Doppelwohnhaus) | alte Ortslage Abtnaundorf, Putzbau im traditionalistischen Stil der 1920er/1930er Jahre, baugeschichtlich von Bedeutung | 09260201 |
| Direkt Bild zu diesem Denkmal hochladen | Doppelwohnhaus in offener Bebauung | Friedrich-Kram-Weg 7; 9 (Karte)                                                           | 1930–1931 (Doppelwohnhaus) | alte Ortslage Abtnaundorf, Putzbau im traditionalistischen Stil der 1920er/1930er Jahre, baugeschichtlich von Bedeutung | 09260202 |
|                                         | Mietshaus in geschlossener Bebauung | Gorkistraße 5 (Karte)                                                                     | 1910–1911 (Mietshaus) | mit Laden, rötliche Putzfassade, bleiverglaste Treppenhausfenster, im Innern original erhalten, baugeschichtlich von Bedeutung | 09260044 |
|                                         | Mietshaus in halboffener Bebauung | Gorkistraße 6 (Karte)                                                                     | bezeichnet 1911 (Mietshaus) | mit Tordurchfahrt, Putzfassade mit Reliefs, Reformstil-Architektur, baugeschichtlich von Bedeutung | 09260046 |
|                                         | Mietshaus in ehemals geschlossener Bebauung | Gorkistraße 7 (Karte)                                                                     | um 1910 (Mietshaus) | Putzfassade, Reformstil-Architektur, baugeschichtlich von Bedeutung | 09260045 |
|                                         | Mietshaus in offener Bebauung, mit Vorgarten | Gorkistraße 18 (Karte)                                                                    | um 1910 (Mietshaus) | Putzfassade, bleiverglaste Treppenhausfenster, Reformstil-Architektur, baugeschichtlich von Bedeutung | 09260049 |
|                                         | Wohnhaus in ehemals geschlossener Bebauung und Hintergebäude | Gorkistraße 26 (Karte)                                                                    | Mitte 19. Jh. (Wohnhaus) | Vorderhaus mit Tordurchfahrt und Läden, hübsch gestaltete Putzfassade, baugeschichtlich von Bedeutung | 09260035 |
|                                         | Wohnhaus in halboffener Bebauung | Gorkistraße 28 (Karte)                                                                    | 1859 (Wohnhaus) | Vorderhaus mit Laden, hübsch gestaltete Putzfassade, baugeschichtlich von Bedeutung In etwa zeitgleich mit den beiden benachbarten Häusern Nummer 26 und 30 entstand in halboffener Bebauung das zweigeschossige Wohnhaus 1859 für den Schönefelder Zimmergesellen Franz Wilhelm Schwabe. Pläne und Ausführung übernahm leitend der Zimmermeister W. F. Wenck jun., im Hof entstand ein bereits 1868 wieder beseitigtes Nebengebäude in Fachwerkkonstruktion mit Holzställen und Privéts. 1868 erbaute Maurermeister Heinrich Walther aus Neuschönefeld ein massives Holzstallgebäude, ebenfalls mit Priveten für die Bewohner des Vorderhauses. Das Vorhaben eines hofseitigen Anbaues 1934 für drei Spülaborte gelangte nicht zur Umsetzung. Bereits 1870 war ein Ladenumbau bzw. -einbau beantragt, der nicht recht passen will in die spätklassizistische Fassadenstruktur des Vorderhauses. Drei Öffnungen im Erdgeschoss zeigen gemauerte Korbbögen als Schluss mit erhaltenen historischen Fenstern, die hochrechteckigen Fenster der darüber liegenden Etage Stuckdekor und einfache Verdachungen. Die Traufe zeigt sich aus Holz gefertigt, das Stockgesims als Schmuckband aus Stuck. Drei stehende Gauben durchbrechen das mit Ziegeln gedeckte Satteldach. Das dreigeschossige Hinterwohngebäude war im Jahr 2000 in ruinösem Zustand und zum Abbruch vorgesehen. Als Dokument der Schönefelder Ortserweiterung über die bäuerlichen Dorfstrukturen hinaus besitzt das Gebäude einen baugeschichtlichen Wert, im Zusammenspiel mit den beiden Nachbargrundstücken 26 und 30 zudem einen städtebaulichen Wert. LfD/2019 | 09260037 |
|                                         | Wohnhaus in offener Bebauung | Gorkistraße 30 (Karte)                                                                    | 1860–1868 (zwischen) | zeittypische Putzfassade, mit historischer Ladenausstattung (mit Stuckkehle und Wandfliesen), baugeschichtlich von Bedeutung Zwischen 1860 und 1868 dürfte das kleine, nur zwei Geschosse und vier Achsen zeigende Gebäude in rechtsseitig offener Bauweise entstanden sein. Die Bauakte setzt 1875 mit dem Antrag über den Einbau eines Ladens ein. Bauunternehmer Säuberlich stand hierbei im Kontrakt mit Kaufmann Carl Albrecht Gaudig. Rückwärtig entstand zeitgleich ein bereits 1892 wieder beseitigter Werkstattanbau am Wohngebäude. Im selben Jahr ließ Gaudig das Seitengebäude mit Stallung durch Maurermeister Säuberlich neu aufführen, vier Jahre später den Verkaufsladen des Vorderhauses umbauen. Veränderungen im Hofareal waren 1978 einhergehend mit dem Bau von zwei bzw. drei Garagen vorgesehen. Das mit einem ziegelgedeckten Satteldach überfangene Haus ist verputzt, besitzt ein komplett geschäftlich genutztes Parterre mit einzigartiger historistischer Ladenausstattung, ein Stockgesims aus Sandstein, Fenster mit kräftiger Rahmung und eine durch Stuckkonsolen eine Stuckkehle geschmückte Traufzone. Verzierungen zeigen zudem die Sichthölzer der beiden Gauben. Wirkungsvoll markiert das Haus in der Baugruppe mit Gorkistraße 26, und 28 die baulichen Veränderungen am Rand des ehemaligen Schönefelder Dorfes, Haus Nummer 28 war aktenkundig 1859 errichtet worden. LfD/2019 | 09260036 |
|                                         | Mietshaus in ehemals geschlossener Bebauung | Gorkistraße 42 (Karte)                                                                    | um 1870 (Mietshaus) | mit Tordurchfahrt, zeittypische Putzfassade, dreieckiger Holzerker, baugeschichtlich von Bedeutung | 09260011 |
|                                         | Mietshaus in halboffener Bebauung | Gorkistraße 48 (Karte)                                                                    | um 1900 (Mietshaus) | mit Laden, Putzfassade mit Erker und floralen Ornamentfeldern über den Fenstern, Ladenzone original, baugeschichtlich von Bedeutung | 09260010 |
|                                         | Mietshaus in geschlossener Bebauung (bauliche Einheit mit Nr. 60) | Gorkistraße 58 (Karte)                                                                    | um 1910 (Mietshaus) | ehemals mit Laden, Putzfassade, bleiverglaste Treppenhausfenster, Reformstil-Architektur, baugeschichtlich von Bedeutung | 09260295 |
|                                         | Mietshaus in geschlossener Bebauung (bauliche Einheit mit Nr. 58) | Gorkistraße 60 (Karte)                                                                    | um 1915 (Mietshaus) | Putzfassade, Reformstil-Architektur, baugeschichtlich von Bedeutung | 09260294 |
|                                         | Mietshaus in geschlossener Bebauung | Gorkistraße 62 (Karte)                                                                    | um 1912 (Mietshaus) | mit Läden, Putzfassade, Reste bleiverglaster Treppenhausfenster, Reformstil-Architektur, baugeschichtlich von Bedeutung | 09260293 |
| Weitere Bilder                          | Doppelmietshaus (mit Kohlweg 2) einer Wohnanlage, in halboffener Bebauung und in Ecklage | Gorkistraße 63 (Karte)                                                                    | 1905–1906 (Teil eines Doppelmietshauses)                                                                                              | mit Läden, Putz-Klinker-Fassade mit Fachwerk-Elementen, städtebaulich unverzichtbarer Kopfbau, Dokument der Ortsteilentwicklung, Bestandteil der Schönefelder Wohnhäuser des Bauvereins zur Beschaffung preiswerter Wohnungen, baugeschichtlich und sozialgeschichtlich von Bedeutung Exponierteste Ecklage charakterisiert das Doppelhaus, dessen Errichtung im Dezember 1905 beantragt und dessen Schlussprüfung nach Fertigstellung in den Herbst 1906 fällt. Architekt Conrad Hermsdorf verfertigte die Pläne für den Bauverein zur Beschaffung preiswerter Wohnungen in Leipzig eGmbH. Dieser trat als Erbbauberechtigter auf – Grundstücksbesitzer blieb das Deutsche Reich und das Haus entstand auf „reichsfiskalischem Gelände“. Ausführende Arbeiten am „Neubau 7“ übernahm Baumeister Bechert bzw. die Firma Ohme & Bechert, ein Ladenumbau ist 1914 aktenkundig. Putz- und Klinkerflächen wechseln, Gesimse aus Betongussstein, teilweise Sichtfachwerk zeigende Zwerchgiebel, ein kleiner Erker am Kohlweg und schwach vortretende Risalite gliedern den Sozialwohnungsbau. Nur wenige Dekorelemente schmücken den Bau. Außerordentlich bedauerlich erweist sich die Glättung der Putzflächen, die ehemals mit reicher Nutung bzw. Quaderung konzipiert waren. Der Architektur im Übergang von Jugendstil zum Reformstil ebenfalls wenig zuträglich sind die einfachen neuen Fenster und die umgebaute Ladenfront. Auch die Entwurfspläne für Kohlweg 2 zeigen ein Geschäftslokal links neben der Hauseingangstür, das benachbarte Haus Kohlweg 4 weist eine verwandte Gestaltung wie Nummer 2 auf. LfD/2018 | 09260854 |
|                                         | Mietshaus in halboffener Bebauung und in Ecklage | Gorkistraße 64 (Karte)                                                                    | um 1910 (Mietshaus) | mit Laden, Putzfassade mit Kastenerker, Reformstil-Architektur, straßenbildprägender Kopfbau einer Hauszeile, baugeschichtlich von Bedeutung | 09260292 |
|                                         | Mietshaus in halboffener Bebauung einer Wohnanlage | Gorkistraße 65 (Karte)                                                                    | 1906 (Mietshaus) | Putzfassade mit Eckbetonung und Erker, Bestandteil der Schönefelder Wohnhäuser des Bauvereins zur Beschaffung preiswerter Wohnungen, baugeschichtlich und sozialgeschichtlich von Bedeutung | 09260862 |
|                                         | Mietshaus in geschlossener Bebauung einer Wohnanlage | Gorkistraße 67 (Karte)                                                                    | 1906 (Mietshaus) | Putzfassade, Bestandteil der Schönefelder Wohnhäuser des Bauvereins zur Beschaffung preiswerter Wohnungen, baugeschichtlich und sozialgeschichtlich von Bedeutung | 09260863 |
|                                         | Mietshaus in geschlossener Bebauung einer Wohnanlage | Gorkistraße 69 (Karte)                                                                    | 1906 (Mietshaus) | Putzfassade, Bestandteil der Schönefelder Wohnhäuser des Bauvereins zur Beschaffung preiswerter Wohnungen, baugeschichtlich und sozialgeschichtlich von Bedeutung | 09260864 |
| Weitere Bilder                          | Mietshaus in halboffener Bebauung und in Ecklage | Gorkistraße 70 (Karte)                                                                    | um 1910 (Mietshaus) | mit Eckladen, Putzfassade mit Erker, baugeschichtlich von Bedeutung | 09260876 |
|                                         | Mietshaus in geschlossener Bebauung einer Wohnanlage | Gorkistraße 71 (Karte)                                                                    | 1905–1906 (Mietshaus) | Putzfassade, Bestandteil der Schönefelder Wohnhäuser des Bauvereins zur Beschaffung preiswerter Wohnungen, baugeschichtlich und sozialgeschichtlich von Bedeutung Federführend steht der Bauverein zur Beschaffung preiswerter Wohnungen in Leipzig eGmbH, vertreten durch die Mitglieder des Vorstandes C. Hermsdorf und B. Kuntzschmann, für die Erbauung eines Doppelhauses in den Jahren 1905/1906. Entwurf und Statik lieferte Architekt Conrad Hermsdorf, die Ausführung übernahm Baumeister Bruno Freytag. Jedes der beiden Treppenhäuser erschloss zwei Wohnungen pro Etage mit Stube, Kammer, Küche, Flur. Prägend für den späten Jugendstilbau sind ein Zwerchhaus, ein schwach vor die Fassade tretender einachsiger Risalit in den oberen Etagen sowie Reste von Jugendstildekoration über den Hauseingängen. Das Gebäude ist verputzt und bildet mit den Häusern Gorkistraße 75 bis 83 sowie Baunackstraße 1 eine Baugruppe, die Ausstattungen sind weitgehend auch nach Sanierung noch erhalten. Der späte Jugendstilbau besitzt eine baugeschichtliche Bedeutung, dokumentiert eine entscheidende Phase der Schönefelder Ortsentwicklung und ist Zeugnis sozialen Wohnungsbaus zu Beginn des 20. Jahrhunderts. LfD/2018 | 09260865 |
| Weitere Bilder                          | Mietshaus in geschlossener Bebauung (bauliche Einheit mit Nr. 74) | Gorkistraße 72 (Karte)                                                                    | um 1910 (Mietshaus) | mit Laden, Putzfassade, Reformstil-Architektur, baugeschichtlich von Bedeutung | 09260877 |
|                                         | Mietshaus in geschlossener Bebauung einer Wohnanlage | Gorkistraße 73 (Karte)                                                                    | 1905–1906 (Mietshaus) | Putzfassade, Bestandteil der Schönefelder Wohnhäuser des Bauvereins zur Beschaffung preiswerter Wohnungen, baugeschichtlich und sozialgeschichtlich von Bedeutung Federführend steht der Bauverein zur Beschaffung preiswerter Wohnungen in Leipzig eGmbH, vertreten durch die Mitglieder des Vorstandes C. Hermsdorf und B. Kuntzschmann, für die Erbauung eines Doppelhauses in den Jahren 1905/1906. Entwurf und Statik lieferte Architekt Conrad Hermsdorf, die Ausführung übernahm Baumeister Bruno Freytag. Jedes der beiden Treppenhäuser erschloss zwei Wohnungen pro Etage mit Stube, Kammer, Küche, Flur. Prägend für den späten Jugendstilbau sind ein Zwerchhaus, ein schwach vor die Fassade tretender einachsiger Risalit in den oberen Etagen sowie Reste von Jugendstildekoration über den Hauseingängen. Das Gebäude ist verputzt und bildet mit den Häusern Gorkistraße 75 bis 83 sowie Baunackstraße 1 eine Baugruppe, die Ausstattungen sind weitgehend auch nach Sanierung noch erhalten. Der späte Jugendstilbau besitzt eine baugeschichtliche Bedeutung, dokumentiert eine entscheidende Phase der Schönefelder Ortsentwicklung und ist Zeugnis sozialen Wohnungsbaus zu Beginn des 20. Jahrhunderts. LfD/2018 | 09260866 |
| Weitere Bilder                          | Mietshaus in geschlossener Bebauung (bauliche Einheit mit Nr. 72) | Gorkistraße 74 (Karte)                                                                    | um 1910 (Mietshaus) | mit Tordurchfahrt und Laden, Putzfassade, Reste originaler Ausmalung in der Tordurchfahrt, Bleiglasfenster im Treppenhaus, Reformstil-Architektur, baugeschichtlich von Bedeutung | 09260878 |
|                                         | Mietshaus in geschlossener Bebauung einer Wohnanlage | Gorkistraße 75 (Karte)                                                                    | 1906 (Mietshaus) | Putzfassade, Bestandteil der Schönefelder Wohnhäuser des Bauvereins zur Beschaffung preiswerter Wohnungen, baugeschichtlich und sozialgeschichtlich von Bedeutung Nummer 75 und Nummer 77: Für den Vorstand des Bauvereins zur Beschaffung preiswerter Wohnungen in Leipzig eGmbH unterzeichneten B. Kuntzschmann und C. Hermsdorf den Bauantrag, der am 30. Dezember 1905 eingereicht wurde. Architekt Conrad Hermsdorf übernahm die Anfertigung der Pläne (Tekturen im Juni und August 1906) sowie die statischen Berechnungen, die Ausführung des im September fertig gestellten Doppelmietshauses lag in den Händen von Baumeister Bruno Freytag. Akzente setzen ein dreiachsiger Risalit bei Nummer 75 mit Zwerchhaus und daneben gelagertem Erker sowie ein Laden bei dem schlichteren Haus 77. Die Putzfassaden mit sparsamer Putzgliederung über Kunststeinsockel. Jeweils zwei Wohnungen pro Haus und Etage mit Korridor, Küche und Kammer(n) zum Hof sowie straßenseitig liegend die Stuben. Nur Bodenkammern und Trockenboden im Dachgeschoss. Das Doppelhaus gehört zu einer Baugruppe gleichartiger Mietshäuser in der Gorkistraße (vgl. u. a. Nummer 71/73). Streichung Nummer 77 im Rahmen einer Ortsteilüberprüfung 2008. LfD/2009 | 09260867 |
| Weitere Bilder                          | Mietshaus in geschlossener Bebauung | Gorkistraße 76 (Karte)                                                                    | um 1910 (Mietshaus) | bildet Hausgruppe mit Nummer 78, 80 und 82, bauliche Gestalt wie Nummer 82, mit Läden, Putzfassade, Reformstil-Architektur, baugeschichtlich von Bedeutung | 09260879 |
|                                         | Mietshaus in geschlossener Bebauung (bauliche Einheit mit Nr. 80) | Gorkistraße 78 (Karte)                                                                    | um 1910 (Mietshaus) | bildet Hausgruppe mit Nummer 76, 80 und 82, mit Laden, Putzfassade, originale Ladenfront, Reformstil-Architektur, baugeschichtlich von Bedeutung | 09260880 |
|                                         | Mietshaus in geschlossener Bebauung (bauliche Einheit mit Nr. 78) | Gorkistraße 80 (Karte)                                                                    | um 1910 (Mietshaus) | bildet Hausgruppe mit Nummer 76, 78 und 82, mit Laden, Putzfassade, Reformstil-Architektur, baugeschichtlich von Bedeutung | 09260881 |
|                                         | Mietshaus in geschlossener Bebauung | Gorkistraße 82 (Karte)                                                                    | um 1910 (Mietshaus) | bildet Hausgruppe mit Nummer 76, 78 und 80, bauliche Gestalt wie Nummer 76, mit Laden, Putzfassade, Reformstil-Architektur, baugeschichtlich von Bedeutung | 09260882 |
|                                         | Mietshaus in geschlossener Bebauung (bauliche Einheit mit Nr. 86) | Gorkistraße 84 (Karte)                                                                    | um 1910 (Mietshaus) | mit Laden, Putzfassade mit Erker, Reformstil-Architektur, baugeschichtlich von Bedeutung | 09260883 |
|                                         | Mietshaus in geschlossener Bebauung (bauliche Einheit mit Nr. 84) | Gorkistraße 86 (Karte)                                                                    | um 1910 (Mietshaus) | Putzfassade mit Erker, Reformstil-Architektur, baugeschichtlich von Bedeutung | 09260884 |
|                                         | Mietshaus in geschlossener Bebauung | Gorkistraße 88 (Karte)                                                                    | um 1910 (Mietshaus) | mit Laden, aufwendige Putzfassade mit figürlichen Reliefs, Reformstil-Architektur, baugeschichtlich von Bedeutung | 09260885 |
|                                         | Mietshaus in halboffener Bebauung | Gorkistraße 90 (Karte)                                                                    | um 1910 (Mietshaus) | mit Läden, Putzfassade, Reformstil-Architektur, baugeschichtlich von Bedeutung | 09260886 |
|                                         | Doppelmietshaus in geschlossener Bebauung und in Ecklage | Gorkistraße 101; 103 (Karte)                                                              | 1905 (Doppelmietshaus) | mit Eckladen, Klinkerfassade, Bestandteil der Schönefelder Wohnhäuser des Bauvereins zur Beschaffung preiswerter Wohnungen, baugeschichtlich und sozialgeschichtlich von Bedeutung | 09260855 |
|                                         | Mietshaus in geschlossener Bebauung | Gorkistraße 105 (Karte)                                                                   | 1910 (Mietshaus) | mit Laden, Putzfassade mit Erkern, Bestandteil der Schönefelder Wohnhäuser des Bauvereins zur Beschaffung preiswerter Wohnungen, baugeschichtlich und sozialgeschichtlich von Bedeutung | 09260857 |
|                                         | Mietshaus in geschlossener Bebauung | Gorkistraße 106 (Karte)                                                                   | um 1910 (Mietshaus) | mit Läden, Putzfassade, bleiverglaste Treppenhausfenster, Reformstil-Architektur, baugeschichtlich von Bedeutung | 09260716 |
|                                         | Mietshaus in geschlossener Bebauung | Gorkistraße 107 (Karte)                                                                   | 1910 (Mietshaus) | Putzfassade, Bestandteil der Schönefelder Wohnhäuser des Bauvereins zur Beschaffung preiswerter Wohnungen, baugeschichtlich und sozialgeschichtlich von Bedeutung | 09260858 |
|                                         | Mietshaus in geschlossener Bebauung | Gorkistraße 108 (Karte)                                                                   | um 1910 (Mietshaus) | mit Läden, Putzfassade, Ausmalung des Eingangsbereiches, bleiverglaste Treppenhausfenster, Reformstil-Architektur, baugeschichtlich von Bedeutung | 09260717 |
|                                         | Mietshaus in geschlossener Bebauung | Gorkistraße 109 (Karte)                                                                   | 1909–1910 (Mietshaus) | Putzfassade mit zwei Erkern, Bestandteil der Schönefelder Wohnhäuser des Bauvereins zur Beschaffung preiswerter Wohnungen, baugeschichtlich und sozialgeschichtlich von Bedeutung Gemeinsam als Neubau 1b des Bauabschnitts 1910 wurden die beiden im Erscheinungsbild eigenständig wirkenden Gebäude beantragt, von dem mit Leitung und Ausführung betrauten Baumeister Otto Hüller. Investor war der Bauverein zur Beschaffung preiswerter Wohnungen in Leipzig eGmbH, vertreten durch die unterzeichnenden Vorstandsmitglieder B. Kuntzschmann und Karl A. Müller. Unter Vertrag für die im Dezember 1909 eingereichten Pläne standen wiederum die Architekten Theodor Kösser und H. Böhme. Zwölf Monate später wurde die Anmeldung zur Landesbrandkasse vollzogen und zum 28. Januar 1911 die Benutzung gestattet. Während in beiden Häusern die Waschküchen im Keller eingebaut wurden, sollten die Grundrisse ganz unterschiedlich ausfallen. Das Haus Nummer 109 erhielt ebenerdig zwei Ladenwohnungen, in den oberen Etagen jeweils zwei Wohnungen mit vier oder fünf Räumen nebst Küche, Flur und Bad/WC. Für das Nachbarhaus waren pro Etage zwei Dreiraumwohnungen vorgesehen und auch das Parterre war ausschließlicher Wohnnutzung vorbehalten. Heute ist von der Eleganz der Entwürfe für die Reformstilbauten kaum noch etwas erahnbar, sind die Läden mit völlig unpassenden Fensterformaten umgebaut, Putzgliederungen und Dekorplatten weitgehend verschwunden. Die neuen Fenster sind als Kunststoffprodukte nicht denkmalgerecht. Hofseitig sind die holzverkleideten Austritte Geschichte. Nur die teilweise erhaltenen originalen Teile der ehemals gediegenen Ausstattung verraten etwas vom Anspruch des Bauherren und dem ursprünglichen Charme der beiden Häuser. LfD/2016 | 09260859 |
|                                         | Mietshaus in halboffener Bebauung und in Ecklage | Gorkistraße 110 (Karte)                                                                   | um 1910 (Mietshaus) | mit Läden, Putzfassade, Reformstil-Architektur, baugeschichtlich von Bedeutung | 09260718 |
|                                         | Mietshaus in geschlossener Bebauung | Gorkistraße 112 (Karte)                                                                   | um 1905 (Mietshaus) | mit Tordurchfahrt und Laden, Klinkerfassade, bleiverglaste Treppenhausfenster, baugeschichtlich von Bedeutung | 09260719 |
|                                         | Mietshaus in geschlossener Bebauung und in Ecklage | Gorkistraße 113 (Karte)                                                                   | 1909–1910 (Mietshaus) | mit Laden, Putzfassade mit Erker, Eckbetonung durch turmartige Überhöhung, Bestandteil der Schönefelder Wohnhäuser des Bauvereins zur Beschaffung preiswerter Wohnungen, baugeschichtlich und sozialgeschichtlich von Bedeutung B. Kuntzschmann und Karl Müller unterzeichneten für den Vorstand des Bauvereins zur Beschaffung preiswerter Wohnungen in Leipzig eGmbH kurz vor dem Weihnachtsfest 1909 den Antrag für die Erbauung zweier Häuser als Eckbau. Die Architekten Theodor Kösser und Hans Böhme fertigten die Pläne, Baumeister Otto übernahm die Arbeiten, vom 28. Januar 1911 datiert die behördliche Gestattung der Ingebrauchnahme. Zum Anfang des Jahres 1921 kamen Tekturen für die Dachgeschosswohnung zur Vorlage und 1963 der Entwurf für eine Neonwerbeanlage am Laden „HO Fleisch- und Fischwaren“. Vom März 2007 stammt der Prüfbericht zum Vorhaben der Sanierungs- und Umbauarbeiten gemäß eingereichter Pläne des Ingenieurbüros AKB. Das viergeschossige Wohnhaus Gorkistraße 113 wird durch einen markanten Eckturm dominiert, zeigt in der Struktur unterschiedlich angelegte Putzflächen, Kunststein-Formteile zur Gliederung, Erker zur Fassung und Rhythmisierung der vielachsigen Fassade. Es weist eine Ladenwohnung über Eck nebst einer weiteren Mieteinheit im Parterre auf, zudem jeweils zwei Wohnungen in den oberen Etagen. Als Soldatenkammer wurde ein Turmzimmer eingerichtet. Das Gebäude Trötzschelstraße 1 ist nicht als Kulturdenkmal erfasst. Das Doppelhaus markiert eine wichtige Ecksituation, besitzt einen baugeschichtlichen Wert. LfD/2017 | 09260861 |
|                                         | Mietshaus in geschlossener Bebauung | Gorkistraße 114 (Karte)                                                                   | um 1905 (Mietshaus) | mit Läden, ausgewogen dekorierte Fassade unter Jugendstil-Einfluss, teilweise bleiverglaste Treppenhausfenster, Schablonenmalerei im Treppenhaus, baugeschichtlich von Bedeutung | 09260720 |
|                                         | Mietshaus in geschlossener Bebauung | Gorkistraße 116 (Karte)                                                                   | um 1910 (Mietshaus) | mit Läden, Putzfassade, teilweise bleiverglaste Treppenhausfenster, Schablonenmalerei im Treppenhaus, Reformstil-Architektur, baugeschichtlich von Bedeutung | 09260721 |
|                                         | Mietshaus in geschlossener Bebauung | Gorkistraße 117 (Karte)                                                                   | um 1915 (Mietshaus) | mit Tordurchfahrt und Läden, Putzfassade, Reformstil-Architektur, baugeschichtlich von Bedeutung | 09260108 |
|                                         | Mietshaus in geschlossener Bebauung | Gorkistraße 118 (Karte)                                                                   | um 1910 (Mietshaus) | Putzfassade, bleiverglaste Treppenhausfenster, Reformstil-Architektur, baugeschichtlich von Bedeutung | 09260722 |
|                                         | Mietshaus in geschlossener Bebauung | Gorkistraße 119 (Karte)                                                                   | um 1915 (Mietshaus) | mit Laden und Tordurchfahrt, Putzfassade, Reformstil-Architektur, baugeschichtlich von Bedeutung | 09260107 |
|                                         | Mietshaus in geschlossener Bebauung | Gorkistraße 121 (Karte)                                                                   | 1909–1910 (Mietshaus) | mit Läden, historisierende Klinkerfassade, baugeschichtlich von Bedeutung Der Zimmermann Friedrich Hermann Kießhauer aus Kleinzschocher beabsichtigte die Errichtung eines Mietshauses in der damaligen Leipziger Straße, bezog die Herren Wilhelm Kulbe und Carl Emil Vogel in Ausführung und Planung ein. Im Oktober 1909 begannen die Ausschachtungsarbeiten, dreizehn Monate später erfolgte die Fertigstellung. Für das Frühjahr 1912 ist der Einbau eines zweiten Ladens aktenkundig, im Herbst 2008 war das Haus noch unsaniert im Verkaufsanzeiger der LWB. Vorgesehen waren ursprünglich zwei Wohnungen jeweils in den oberen Etagen sowie eine große Ladenwohnung für ein Produktengeschäft im Erdgeschoss, hier zudem der Hausdurchgang. Rückwärtig im Hof entstand zeitgleich 1909/1910 ein Waschhaus und Niederlagsgebäude. Wie beim Nachbarhaus Gorkistraße 123 reicht der hohe Rustikaquadersockel bis zur Sohlbank der Parterrefenster (hier nur ein Fenster zwischen den Geschäftsbereichen), worüber genuteter Putz anliegt. Wirksam über Stockgesims erhebt sich eine mit roten Blendklinkern verkleidete Fassade, dekoriert in zwei Etagen mit markanten Fensterumrahmungen aus Zementgussstein. Deutlicher als am Außenbau sind späte Einflüsse des Jugendstils im Inneren zu finden. Noch während der Sanierung waren Mitte Mai 2018 zahlreiche originale Fenster vorhanden. Das Gebäude besitzt einen baugeschichtlichen und ortsentwicklungsgeschichtlichen Wert. LfD/2018 | 09260723 |
|                                         | Mietshaus in halboffener Bebauung und in Ecklage | Gorkistraße 122 (Karte)                                                                   | um 1890 (Mietshaus) | mit Gaststätte, historisierende Klinker-Putz-Fassade, Kopfbau einer Straßeneinmündung, städtebaulich von Bedeutung | 09260232 |
|                                         | Mietshaus in geschlossener Bebauung | Gorkistraße 123 (Karte)                                                                   | um 1900 (Mietshaus) | mit Laden, Klinkerfassade | 09260724 |
|                                         | Mietshaus in geschlossener Bebauung | Gorkistraße 125 (Karte)                                                                   | um 1905 (Mietshaus) | mit Tordurchfahrt und Laden, Putzfassade, baugeschichtlich von Bedeutung | 09260725 |
|                                         | Mietshaus in geschlossener Bebauung | Gorkistraße 127 (Karte)                                                                   | um 1910 (Mietshaus) | mit Läden, Putzfassade, Reformstil-Architektur, baugeschichtlich von Bedeutung | 09260726 |
|                                         | Mietshaus in geschlossener Bebauung | Gorkistraße 129 (Karte)                                                                   | um 1885 (Mietshaus) | mit Laden und Tordurchfahrt, mehrfarbige Klinkerfassade, baugeschichtlich von Bedeutung | 09260106 |
|                                         | Mietshaus in geschlossener Bebauung | Gorkistraße 131 (Karte)                                                                   | um 1885 (Mietshaus) | mit Läden, mehrfarbige Klinkerfassade, baugeschichtlich von Bedeutung | 09260113 |
|                                         | Mietshaus in geschlossener Bebauung | Gorkistraße 133 (Karte)                                                                   | um 1885 (Mietshaus) | mit Läden, Bestandteil gründerzeitlicher Ortsteilentwicklung, wissenschaftlich-dokumentarischer Wert, zeittypische Klinkerfassade, Treppenhauslampen original, baugeschichtlich von Bedeutung | 09260112 |
|                                         | Einzeldenkmal o. g. Sachgesamtheit: Vier Mehrfamilienhäuser (Heinkstraße 1, 3 mit Paul-Heyse-Straße 33 und Schönefelder Allee 13) einer Wohnanlage (siehe auch Sachgesamtheitsdokument – Obj. 09305889, Schönefelder Allee 8-25) | Heinkstraße 1; 3 (Karte)                                                                  | 1927–1930 (Mehrfamilienwohnhaus) | Putzfassade mit Putz- und Klinkergliederung, siehe auch Paul-Heyse-Straße 33- 45, Schönefelder Allee 13-19, Zittauer Straße 21-27, 22, 24, baugeschichtlich, kunsthistorisch und städtebaulich von Bedeutung | 09260787 |
|                                         | Einzeldenkmal o. g. Sachgesamtheit: Zwei Mehrfamilienhäuser einer Wohnanlage (siehe auch Sachgesamtheitsdokument – Obj. 09305889, Schönefelder Allee 8-25) | Heinkstraße 2; 2a (Karte)                                                                 | 1927–1930 (Mehrfamilienwohnhaus) | Putzfassade mit Putz- und Klinkergliederung, siehe auch Schönefelder Allee 8-12 und Schauerstraße 1, baugeschichtlich, kunsthistorisch und städtebaulich von Bedeutung | 09260727 |
|                                         | Mehrfamilienhaus einer Wohnanlage, mit Vorgarten | Heinkstraße 4 (Karte)                                                                     | um 1925 (Mehrfamilienwohnhaus) | Kopfbau einer Wohnhauszeile, Putzfassade mit Putzgliederung im Art Déco, siehe auch Paul-Heyse-Straße 17-31 und Schauerstraße 3, baugeschichtlich und kunstgeschichtlich von Bedeutung | 09260775 |
|                                         | Mehrfamilienhaus einer Wohnanlage, mit begrüntem Hof | Heinkstraße 7 (Karte)                                                                     | 1927–1929 (Mehrfamilienwohnhaus) | zeittypische Putzfassade mit Klinkergliederung, baugeschichtlich von Bedeutung | 09306218 |
|                                         | Mietshaus in geschlossener Bebauung | Heinkstraße 8 (Karte)                                                                     | um 1885 (Mietshaus) | historisierende Putzfassade, baugeschichtlich von Bedeutung | 09260259 |
|                                         | Mietshaus in geschlossener Bebauung | Heinkstraße 9 (Karte)                                                                     | um 1885 (Mietshaus) | mehrfarbige Klinkerfassade, baugeschichtlich von Bedeutung | 09260260 |
|                                         | Mietshaus in halboffener Bebauung | Heinkstraße 10 (Karte)                                                                    | um 1885 (Mietshaus) | zeittypische Klinkerfassade, baugeschichtlich von Bedeutung | 09260261 |
|                                         | Mietshaus in geschlossener Bebauung | Heinkstraße 11 (Karte)                                                                    | um 1880 (Mietshaus) | historisierende Putzfassade, baugeschichtlich von Bedeutung | 09260262 |
|                                         | Mietshaus in halboffener Bebauung | Heinkstraße 13 (Karte)                                                                    | um 1910 (Mietshaus) | Putzfassade, bleiverglaste Treppenhausfenster, Reformstil-Architektur, baugeschichtlich von Bedeutung | 09260263 |
|                                         | Mietshaus in halboffener Bebauung und in Ecklage | Heinkstraße 15 (Karte)                                                                    | um 1910 (Mietshaus) | mit Eckladen, Putzfassade mit zwei breiten Erkern, bleiverglaste Treppenhausfenster, Reformstil-Architektur, baugeschichtlich von Bedeutung | 09260311 |
| Direkt Bild zu diesem Denkmal hochladen | Doppelmietshaus in halboffener Bebauung mit Vorgarten | Heinrich-Schmidt-Straße 1; 3 (Karte)                                                      | 1908 (Doppelmietshaus) | Putz-Ziegel-Fassade, Eckbetonung mit Türmchen, Wohnanlage mit Baunackstraße 2/4 und Ploßstraße 18-28, Bestandteil der Schönefelder Wohnhäuser des Bauvereins zur Beschaffung preiswerter Wohnungen, baugeschichtlich und sozialgeschichtlich von Bedeutung | 09260728 |
| Direkt Bild zu diesem Denkmal hochladen | Mietshaus in halboffener Bebauung | Heinrich-Schmidt-Straße 4 (Karte)                                                         | 1911 (Mietshaus) | Putz-Klinker-Fassade, bauliche Einheit mit Emil-Schubert-Straße 18- 30, Bestandteil der Schönefelder Wohnhäuser des Bauvereins zur Beschaffung preiswerter Wohnungen, baugeschichtlich und sozialgeschichtlich von Bedeutung | 09299312 |
| Direkt Bild zu diesem Denkmal hochladen | Mehrfamilienhäuser einer Wohnanlage, mit Vorgarten | Heinrich-Schmidt-Straße 5; 7 (Karte)                                                      | 1909 (Mehrfamilienwohnhaus) | Putzfassade mit Eckbetonung, Portalgewände mit Ornamentkacheln, bauliche Einheit mit Ploßstraße 11-23, Reformstil-Architektur, Bestandteil der Schönefelder Wohnhäuser des Bauvereins zur Beschaffung preiswerter Wohnungen, baugeschichtlich und sozialgeschichtlich von Bedeutung | 09260115 |
| Direkt Bild zu diesem Denkmal hochladen | Einzeldenkmal o. g. Sachgesamtheit: Zwei Mehrfamilienhäuser einer Wohnanlage (siehe auch Sachgesamtheitsdokument – Obj. 09305888, Kuntzschmannstraße 1-15) | Heinrich-Schmidt-Straße 6; 8 (Karte)                                                      | 1930 (Doppelmietshaus) | Putzfassade, Klinkersockel, Wohnanlage mit Kuntzschmannstraße 1-15 und Waldbaurstraße 11-15, Bestandteil der Schönefelder Wohnhäuser des Bauvereins zur Beschaffung preiswerter Wohnungen aus der Zwischenkriegszeit, baugeschichtlich und sozialgeschichtlich von Bedeutung | 09260731 |
|                                         | Einzeldenkmal o. g. Sachgesamtheit: Sieben Mehrfamilienhäuser einer Wohnanlage (siehe auch Sachgesamtheitsdokument – Obj. 09305888, Kuntzschmannstraße 1-15) | Heinrich-Schmidt-Straße 9; 11; 13; 15; 17; 19; 21 (Karte)                                 | 1930 (Mehrfamilienwohnhaus) | Putzfassade, Klinkersockel, ehemals Zusammenhang mit der Wohnanlage Emil-Schubert-Straße 1, Baunackstraße 8/10 sowie Kohlweg 26-36, Anklänge an den Stil des Art déco, Bestandteil der Schönefelder Wohnhäuser des Bauvereins zur Beschaffung preiswerter Wohnungen aus der Zwischenkriegszeit, baugeschichtlich und sozialgeschichtlich von Bedeutung | 09260733 |
|                                         | Handschwengelpumpe mit Brunnenschacht und Abdeckplatte | Heiterblickstraße - (Karte)                                                               | vor 1905 (Handschwengelpumpe) | alte Ortslage Abtnaundorf, Typ Kleiner Löwe, ortsgeschichtlich von Bedeutung | 09260149 |
|                                         | Ehemaliges Gärtnerwohnhaus (zum Villengrundstück Abtnaundorfer Straße 60) | Heiterblickstraße 6 (Karte)                                                               | um 1900 (Wohnhaus) | alte Ortslage Abtnaundorf, Putzfassade, Fachwerkgiebel, ortsentwicklungsgeschichtlich von Bedeutung | 09260140 |
|                                         | Gasthof, heute Wohnhaus | Heiterblickstraße 8 (Karte)                                                               | 1. Hälfte 19. Jh. (Wohnhaus) | alte Ortslage Abtnaundorf, mit Fachwerk-Obergeschoss, eines der ältesten | 09260197 |
|                                         | Verwaltungsgebäude, Wirtschaftsgebäude und Scheunen eines ehemaligen Rittergutes, sowie Kegelbahn | Heiterblickstraße 17 (Karte)                                                              | nach 1860 (Rittergut) | alte Ortslage Abtnaundorf, zeittypische Ziegelbauten, ortsgeschichtlich von Bedeutung | 09260200 |
|                                         | Doppelmietshaus (mit Gorkistraße 63) in geschlossener Bebauung einer Wohnanlage | Kohlweg 2 (Karte)                                                                         | 1905–1906 (Teil eines Doppelmietshauses)                                                                                              | Putz-Klinker-Fassade mit Fachwerk-Elementen, städtebaulich unverzichtbarer Kopfbau (Gorkistraße 63), Dokument der Ortsteilentwicklung, Bestandteil der Schönefelder Wohnhäuser des Bauvereins zur Beschaffung preiswerter Wohnungen, baugeschichtlich und sozialgeschichtlich von Bedeutung Exponierteste Ecklage charakterisiert das Doppelhaus, dessen Errichtung im Dezember 1905 beantragt und dessen Schlussprüfung nach Fertigstellung in den Herbst 1906 fällt. Architekt Conrad Hermsdorf verfertigte die Pläne für den Bauverein zur Beschaffung preiswerter Wohnungen in Leipzig eGmbH. Dieser trat als Erbbauberechtigter auf – Grundstücksbesitzer blieb das Deutsche Reich und das Haus entstand auf „reichsfiskalischem Gelände“. Ausführende Arbeiten am „Neubau 7“ übernahm Baumeister Bechert bzw. die Firma Ohme & Bechert, ein Ladenumbau ist 1914 aktenkundig. Putz- und Klinkerflächen wechseln, Gesimse aus Betongussstein, teilweise Sichtfachwerk zeigende Zwerchgiebel, ein kleiner Erker am Kohlweg und schwach vortretende Risalite gliedern den Sozialwohnungsbau. Nur wenige Dekorelemente schmücken den Bau. Außerordentlich bedauerlich erweist sich die Glättung der Putzflächen, die ehemals mit reicher Nutung bzw. Quaderung konzipiert waren. Der Architektur im Übergang von Jugendstil zum Reformstil ebenfalls wenig zuträglich sind die einfachen neuen Fenster und die umgebaute Ladenfront. Auch die Entwurfspläne für Kohlweg 2 zeigen ein Geschäftslokal links neben der Hauseingangstür, das benachbarte Haus Kohlweg 4 weist eine verwandte Gestaltung wie Nummer 2 auf. LfD/2018 | 09303314 |
| Direkt Bild zu diesem Denkmal hochladen | Mietshaus in geschlossener Bebauung einer Wohnanlage | Kohlweg 4 (Karte)                                                                         | 1906 (Mehrfamilienwohnhaus) | Putzfassade mit Klinker- und Fachwerkgliederung, Bestandteil der Schönefelder Wohnhäuser des Bauvereins zur Beschaffung preiswerter Wohnungen, baugeschichtlich und sozialgeschichtlich von Bedeutung | 09260735 |
| Direkt Bild zu diesem Denkmal hochladen | Mietshaus in geschlossener Bebauung einer Wohnanlage | Kohlweg 6 (Karte)                                                                         | 1906 (Mehrfamilienwohnhaus) | Putzfassade mit Klinker- und Fachwerkgliederung, Bestandteil der Schönefelder Wohnhäuser des Bauvereins zur Beschaffung preiswerter Wohnungen, baugeschichtlich und sozialgeschichtlich von Bedeutung | 09260736 |
| Direkt Bild zu diesem Denkmal hochladen | Mietshaus in geschlossener Bebauung und in Ecklage einer Wohnanlage, mit Vorgarten zur Ploßstraße | Kohlweg 8 (Karte)                                                                         | 1908 (Mehrfamilienwohnhaus) | Putz-Klinker-Fassade mit Eckerker, bildet Wohnhauszeile mit Ploßstraße 2-16, Bestandteil der Schönefelder Wohnhäuser des Bauvereins zur Beschaffung preiswerter Wohnungen, baugeschichtlich und sozialgeschichtlich von Bedeutung | 09260737 |
|                                         | Mietshäuser einer Wohnanlage in halboffener Bebauung und in Ecklage | Kohlweg 10; 12; 14; 16; 18; 20; 22; 24 (Karte)                                            | 1909–1910 (Mehrfamilienwohnhaus) | mit Eckladen, Putzfassade, Reformstil-Architektur, Wohnanlage mit Baunackstraße 7/9, Bestandteil der Schönefelder Wohnhäuser des Bauvereins zur Beschaffung preiswerter Wohnungen, baugeschichtlich und sozialgeschichtlich von Bedeutung | 09260738 |
|                                         | Einzeldenkmal o. g. Sachgesamtheit: Sechs Mehrfamilienhäuser einer Wohnanlage (siehe auch Sachgesamtheitsdokument – Obj. 09305888, Kuntzschmannstraße 1-15) | Kohlweg 26; 28; 30; 32; 34; 36 (Karte)                                                    | 1925–1926 (Mehrfamilienwohnhaus) | Putzfassade, Klinkersockel, zur Wohnanlage Emil-Schubert-Straße 1, Baunackstraße 8 und 10 gehörend, Anklänge an den Stil des Art déco, Bestandteil der Schönefelder Wohnhäuser des Bauvereins zur Beschaffung preiswerter Wohnungen aus der Zwischenkriegszeit, baugeschichtlich und sozialgeschichtlich von Bedeutung | 09260746 |
| Direkt Bild zu diesem Denkmal hochladen | Sachgesamtheit Wohnanlage Schönefeld des Bauvereins zur Beschaffung preiswerter Wohnungen, mit folgenden Einzeldenkmalen: Mehrfamilienhäuser einer Wohnanlage (siehe Einzeldenkmallisten Baunackstraße 8, 10 – Obj. 09260708, Elsa-Brandström-Straße 1, 3 – Obj. 09260714, Emil-Schubert-Straße 1 – Obj. 09260893, Fridtjof-Nansen-Straße 2, 4, 6, 8, 10, 12, 14, 16 – Obj. 09260887, Heinrich-Schmidt-Straße 6, 8 – Obj. 09260731, Heinrich-Schmidt-Straße 9, 11, 13, 15, 17, 19, 21 – Obj. 09260733, Kohlweg 26, 28, 30, 32, 34, 36 – Obj. 09260746, Kuntzschmannstraße 1, 3, 5, 7, 9, 11, 13, 15 – Obj. 09260747, Waldbaurstraße 11, 13, 15 – Obj. 09260842, Waldbaurstraße 16, 18, 20 – Obj. 09260847), sowie mit folgenden Sachgesamtheitsteilen: Freiflächen kriegszerstörter Mehrfamilienhäuser (ehemalige Anschrift: Kohlweg 38, 40 und Heinrich-Schmidt-Straße 23), weiterhin mit allen Vorgärten und Hofgrün | Kuntzschmannstraße 1; 3; 5; 7; 9; 11; 13; 15 (Karte)                                      | 1921–1935 (Wohnanlage) | baugeschichtlich und sozialgeschichtlich von Bedeutung | 09305888 |
| Direkt Bild zu diesem Denkmal hochladen | Einzeldenkmal o. g. Sachgesamtheit: 8 Mehrfamilienhäuser einer Wohnanlage (siehe auch Sachgesamtheitsdokument – Obj. 09305888, Kuntzschmannstraße 1-15) | Kuntzschmannstraße 1; 3; 5; 7; 9; 11; 13; 15 (Karte)                                      | 1928 (Mehrfamilienwohnhaus, Nummer 1-11), 1930 (Mehrfamilienwohnhaus, Nummer 13-15)                                                   | Putzfassade, Klinkersockel, Wohnanlage mit Waldbaurstraße 11-15 und Heinrich-Schmidt-Straße 6/8, Bestandteil der Schönefelder Wohnhäuser des Bauvereins zur Beschaffung preiswerter Wohnungen aus der Zwischenkriegszeit, baugeschichtlich und sozialgeschichtlich von Bedeutung | 09260747 |
|                                         | Handschwengelpumpe mit Brunnenschacht und Abdeckplatte | Lazarusstraße (Karte)                                                                     | vor 1905 (Handschwengelpumpe) | vor Nummer 24, ortsgeschichtlich von Bedeutung | 09294856 |
|                                         | Mietshaus in offener Bebauung und in Ecklage | Lazarusstraße 1 (Karte)                                                                   | nach 1880 (Mietshaus) | historisierende Putzfassade, baugeschichtlich von Bedeutung | 09260090 |
|                                         | Mehrfamilienhäuser einer Wohnanlage | Lazarusstraße 1a; 1b (Karte)                                                              | bezeichnet 1930 (Doppelmietshaus) | zeittypische Putzfassade mit Porphyrreliefs über den Eingängen, farbige Treppenhausfenster, kleine Wohnanlage mit Lazarusstraße 1c und Theklaer Straße 7/9, baugeschichtlich von Bedeutung | 09260043 |
|                                         | Mehrfamilienhaus einer Wohnanlage, mit seitlicher Einfriedung | Lazarusstraße 1c (Karte)                                                                  | 1930 (Mehrfamilienwohnhaus) | zeittypische Putzfassade, Tierplastik an einer Hauskante, kleine Wohnanlage mit Lazarusstraße 1a/b und Theklaer Straße 7/9, baugeschichtlich von Bedeutung | 09260042 |
|                                         | Doppelmietshaus in geschlossener Bebauung | Lazarusstraße 2; 4 (Karte)                                                                | um 1910 (Doppelmietshaus) | Putzfassade, bleiverglaste Treppenhausfenster, Reformstil-Architektur, baugeschichtlich von Bedeutung | 09260089 |
|                                         | Mietshaus in halboffener Bebauung | Lazarusstraße 5 (Karte)                                                                   | um 1885 (Mietshaus) | historisierende Putzfassade, baugeschichtlich von Bedeutung | 09260086 |
|                                         | Mietshaus in geschlossener Bebauung | Lazarusstraße 6 (Karte)                                                                   | um 1910 (Mietshaus) | Putzfassade, farbig verglaste Treppenhausfenster, Schablonenmalerei im Innern, Reformstil-Architektur, baugeschichtlich von Bedeutung | 09260088 |
|                                         | Mietshaus in halboffener Bebauung | Lazarusstraße 7 (Karte)                                                                   | um 1880 (Mietshaus) | historisierende Putzfassade, baugeschichtlich von Bedeutung | 09260085 |
|                                         | Doppelmietshaus in geschlossener Bebauung | Lazarusstraße 8; 10 (Karte)                                                               | um 1910 (Doppelmietshaus) | Putzfassade, farbig verglaste Treppenhausfenster, Schablonenmalerei im Innern, Reformstil-Architektur, baugeschichtlich von Bedeutung | 09260087 |
|                                         | Mietshaus in geschlossener Bebauung | Lazarusstraße 12 (Karte)                                                                  | um 1930 (Mietshaus) | zeittypische Putzfassade mit Klinkergliederung, spätere Ergänzung zu einem Doppelhaus mit Nummer 14, baugeschichtlich von Bedeutung | 09260084 |
|                                         | Mietshaus in halboffener Bebauung (bauliche Einheit mit Nr. 15) | Lazarusstraße 13 (Karte)                                                                  | um 1890 (Mietshaus) | historisierende Putzfassade, geätzte Treppenhausfenster, baugeschichtlich von Bedeutung | 09260082 |
|                                         | Mietshaus in geschlossener Bebauung | Lazarusstraße 14 (Karte)                                                                  | um 1915 (Mietshaus) | Putzfassade, Reformstil-Architektur, bildet eine Art Doppelhaus mit Nummer 12 (jüngerer Ergänzungsbau), baugeschichtlich von Bedeutung | 09260083 |
|                                         | Mietshaus in halboffener Bebauung (bauliche Einheit mit Nr. 13) | Lazarusstraße 15 (Karte)                                                                  | um 1890 (Mietshaus) | historisierende Putzfassade, baugeschichtlich von Bedeutung | 09260081 |
|                                         | Doppelmietshaus in geschlossener Bebauung | Lazarusstraße 16; 18 (Karte)                                                              | 1914–1915 (Nummer 18, Mietshaus), 1915–1916 (Nummer 16, Mietshaus)                                                                    | Putzfassade, Reformstil-Architektur, baugeschichtlich von Bedeutung Straßentypisch nur dreistöckig wurde das Doppelwohnhaus erbaut, mit einem mittig angeordneten größeren Zwerchhaus, hinter dem sich je Gebäudehälfte eine Wohnung befand. In allen anderen Etagen waren pro Haus jeweils zwei Mieteinheiten vorgesehen (noch AWC). Als Bauherr fungierte Baumeister und Maurermeister Richard Max Hauschild, als entwerfender Architekt Karl Feistel (Nummer 16) sowie der Architekt Heinrich Lindemann für Nummer 18 und als bauleitend Ausführender der Maurermeister Bernhard Oehlert. Wegen der Verpflichtung zu einer Ausführung „nach einheitlichem Plan“ wirkt das Gebäude wie aus einem Guss, entstand jedoch in zwei Phasen von April 1914 bis März 1915 (Nummer 18) und von April 1915 bis Ende Mai 1916 (Nummer 16). Sanierung und der weitere Dachgeschossausbau lagen 1998/1999 in einer Hand. Neobarocken Stuckdekor besitzen lediglich die Dreiecksverdachungen der Hauseingänge, ansonsten lockern unterschiedliche Putzstrukturen die strenge Fassade auf. Bedauerlich ist der Verputz des ehemaligen Sichtklinkersockels, der einen wichtigen Farbkontrast zum rotfarbigen Ziegeldach, dem mit Sicherheit farbig bemalten Traufkasten und der einfarbigen Fassadenfassung hergestellt hatte. Teile der Ausstattung sind erhalten. Das Doppelhaus im geschlossenen Straßenzug besitzt einen baugeschichtlichen Wert. LfD/2017 | 09306216 |
|                                         | Mietshaus (mit zwei Hausnummern) in halboffener Bebauung und in Ecklage | Lazarusstraße 19; 19a (Karte)                                                             | um 1895 (Mietshaus) | ehemals mit Eckladen, Klinkerfassade, Schablonenmalerei im Innern, Eckgebäude zu einer projektierten Straße, baugeschichtlich von Bedeutung | 09260079 |
| Weitere Bilder                          | Mietshauszeile in halboffener Bebauung | Lazarusstraße 20; 22; 24; 26 (Karte)                                                      | um 1930 (Mietshaus) | zeittypische Putzfassade mit Klinkergliederung, in gleicher Gestaltung wie Lazarusstraße 12, baugeschichtlich von Bedeutung | 09260080 |
|                                         | Mietshaus in geschlossener Bebauung | Lazarusstraße 21 (Karte)                                                                  | um 1890 (Mietshaus) | Klinkerfassade, geätzte Treppenhausfenster, baugeschichtlich von Bedeutung | 09260078 |
|                                         | Mietshaus in geschlossener Bebauung | Lazarusstraße 23 (Karte)                                                                  | um 1885 (Mietshaus) | mit Tordurchfahrt und Laden, historisierende Putzfassade, baugeschichtlich von Bedeutung | 09260075 |
|                                         | Mietshaus in geschlossener Bebauung | Lazarusstraße 27 (Karte)                                                                  | um 1890 (Mietshaus) | ehemals mit Laden, Klinkerfassade, Schablonenmalerei im Eingangsbereich, baugeschichtlich von Bedeutung | 09260073 |
| Direkt Bild zu diesem Denkmal hochladen | Mietshaus in geschlossener Bebauung und in Ecklage | Lazarusstraße 29 (Karte)                                                                  | um 1890 (Mietshaus) | mit Gaststätte, Klinkerfassade, baugeschichtlich von Bedeutung | 09260072 |
|                                         | Mietshaus in halboffener Bebauung | Lazarusstraße 34 (Karte)                                                                  | um 1912 (Mietshaus) | Putzfassade, bleiverglaste Treppenhausfenster, Reformstil-Architektur, baugeschichtlich von Bedeutung | 09260077 |
|                                         | Doppelmietshaus in geschlossener Bebauung | Lazarusstraße 36; 38 (Karte)                                                              | um 1930 (Doppelmietshaus) | Putzfassade, bleiverglaste Treppenhausfenster, baugeschichtlich von Bedeutung | 09260076 |
|                                         | Mietshaus in halboffener Bebauung | Lazarusstraße 40 (Karte)                                                                  | bezeichnet 1914 (Mietshaus) | Putzfassade, bleiverglaste Treppenhausfenster, Reformstil-Architektur, baugeschichtlich von Bedeutung | 09260074 |
|                                         | Mietshaus in halboffener Bebauung und in Ecklage | Leostraße 1 (Karte)                                                                       | um 1890 (Mietshaus) | mit Eckladen, Klinkerfassade, Eckerker, baugeschichtlich von Bedeutung | 09260063 |
|                                         | Mietshaus in halboffener Bebauung | Leostraße 2 (Karte)                                                                       | um 1890 (Mietshaus) | historisierende Klinkerfassade mit Kunststeingliederung, baugeschichtlich von Bedeutung | 09260066 |
|                                         | Mietshaus in halboffener Bebauung | Leostraße 3 (Karte)                                                                       | um 1900 (Mietshaus) | Klinkerfassade, farbige Treppenhausfenster, baugeschichtlich von Bedeutung | 09260064 |
| Weitere Bilder                          | Turnhalle und Mietshaus in geschlossener Bebauung | Leostraße 4 (Karte)                                                                       | um 1880 (Mietshaus) | Mietshaus mit historisierender Putzfassade, Turnhalle zeittypische Putz-Ziegel-Fassade, ortsgeschichtlich und baugeschichtlich von Bedeutung | 09260068 |
|                                         | Mietshaus in geschlossener Bebauung | Leostraße 5 (Karte)                                                                       | um 1905 (Mietshaus) | mit Tordurchfahrt, mehrfarbige Klinkerfassade, baugeschichtlich von Bedeutung | 09260065 |
|                                         | Mietshaus in geschlossener Bebauung | Leostraße 7 (Karte)                                                                       | um 1905 (Mietshaus) | mit Tordurchfahrt, mehrfarbige Klinkerfassade, baugeschichtlich von Bedeutung | 09260067 |
|                                         | Mietshaus in geschlossener Bebauung (bauliche Einheit mit Nr. 11) | Leostraße 9 (Karte)                                                                       | um 1910 (Mietshaus) | ungewöhnlich gestaltete Putzfassade, Reformstil-Architektur, baugeschichtlich von Bedeutung | 09260069 |
|                                         | Mietshaus in geschlossener Bebauung (bauliche Einheit mit Nr. 9) | Leostraße 11 (Karte)                                                                      | um 1910 (Mietshaus) | ungewöhnlich gestaltete Putzfassade, Malerei im Eingangsbereich, Reformstil-Architektur, baugeschichtlich von Bedeutung | 09260070 |
| Weitere Bilder                          | Mietshaus in halboffener Bebauung und in Ecklage | Leostraße 13 (Karte)                                                                      | um 1912 (Mietshaus) | Putzfassade mit Erkern, Malerei im Eingangsbereich, typische Reformstil-Architektur, Eckgebäude zu einer projektierten Straße, baugeschichtlich von Bedeutung | 09260071 |
|                                         | Einzeldenkmal o. g. Sachgesamtheit: Drei Mehrfamilienhäuser einer Wohnanlage (siehe auch Sachgesamtheitsdokument – Obj. 09305889, Schönefelder Allee 8-25) | Löbauer Straße 2; 4; 6 (Karte)                                                            | 1927–1930 (Mehrfamilienwohnhaus) | Putzfassade mit Putz- und Klinkergliederung, siehe auch Paul-Heyse-Straße 47-61, Schönefelder Allee 19-25 und Zittauer Straße 22, 24, baugeschichtlich, kunsthistorisch und städtebaulich von Bedeutung | 09260790 |
|                                         | Einzeldenkmal o. g. Sachgesamtheit: Drei Mehrfamilienhäuser einer Wohnanlage (siehe auch Sachgesamtheitsdokument – Obj. 09305889, Schönefelder Allee 8-25) | Löbauer Straße 8; 10; 12 (Karte)                                                          | 1927–1930 (Mehrfamilienwohnhaus) | Putzfassade mit Putz- und Klinkergliederung, siehe auch Paul-Heyse-Straße 52-66 und Zittauer Straße 18, 20, baugeschichtlich, kunsthistorisch und städtebaulich von Bedeutung | 09302375 |
|                                         | Mietshaus in geschlossener Bebauung | Löbauer Straße 14 (Karte)                                                                 | um 1890 (Mietshaus) | mit Tordurchfahrt, historisierende Putzfassade, baugeschichtlich von Bedeutung | 09294699 |
| Weitere Bilder                          | Drei Mehrfamilienhäuser (Nr. 18, 20/22 und 24) einer Wohnanlage, mit seitlicher Einfriedung und Hoffläche | Löbauer Straße 018; 20; 22; 24 (Karte)                                                    | um 1930 (Wohnanlagenteil) | zweifarbige Putzfassade mit Klinkergliederung, siehe auch Taubestraße 40/42, baugeschichtlich von Bedeutung | 09260171 |
| Direkt Bild zu diesem Denkmal hochladen | Torpfeiler zu einem Grundstück | Löbauer Straße 21 (Karte)                                                                 | um 1820 (Toreinfahrt) | Sandsteinpfeiler, ehemals zu Robert-Blum-Straße 17 gehörend, ortsgeschichtlicher Wert | 09260170 |
|                                         | Mehrfamilienhaus in offener Bebauung und in Ecklage, mit seitlicher Einfriedungsmauer | Löbauer Straße 26; 28 (Karte)                                                             | 1925–1926 (Doppelmietshaus), 1926 (Einfriedung)                                                                                       | Putzfassade, Klinker-Erdgeschoss, Teil der kommunalen Wohnbebauung an der Stöckelstraße, baugeschichtlich von Bedeutung Die Pläne von 1926 unterzeichnete Stadtbaurat Ritter in seiner Eigenschaft als Leiter des städtischen Hochbauamtes und der Entwurfsabteilung für Wohnhausbauten. In jedem der beiden Häuser sollten zwei Wohnungen mit zwei Stuben, Kammer, Küche und Bad/Klosett eingerichtet werden. Statt einer dreigeschossigen wurden nach Überprüfung eine viergeschossige Bauweise gewählt und gleichzeitig Pläne für Einfriedung, Hofgestaltung sowie einen eingeschossiger Ladenanbau vorgelegt. Am 27. Februar 1926 kam die Genehmigung zur Ausreichung und zum 16. Oktober datiert die Gestattung der Ingebrauchnahme. In den 1950er und 1960er Jahren war ein Fleischereibetrieb bzw. die PGH Fleischerhandwerk Leipzig-Nordost auf dem Grundstück ansässig. Eine Sanierung des Wohngebäudes erfolgte 1996–1997 nebst Dachausbau durch die Leipziger Wohnungs- und Baugesellschaft mbH, Pläne brachte Dipl.-Ing. H. Dischereit bei. Zwei Gesimse fassen den freistehenden verputzten Baukörper, einmal als durchlaufendes Sohlbankgesims der Fenster im 3. Obergeschoss und einmal unmittelbar über den Fenstern des Erdgeschosses. Bis zu diesem Gesims ist ungewöhnlicherweise der Sichtklinkersockel gezogen. Durch Klinkerlisenen sind die beiden straßenseitigen Hauseingänge gefasst. Ziegeldach und die Sprossenteilung der Fenster tragen zum zeittypischen Erscheinungsbild des Hauses bei, ebenso die erhaltene Ausstattung. Störend für das Erscheinungsbild erweisen sich heute die zu großen Gauben des ausgebauten Dachgeschosses sowie die Dämmung der oberen Etagen. Das freistehende Gebäude besitzt einen baugeschichtlichen Wert und ortsentwicklungsgeschichtlichen Wert als Dokument des sozialen Wohnungsbaus in Leipzig in den 1920er Jahren. LfD/2014 | 09260516 |
| Direkt Bild zu diesem Denkmal hochladen | Einzeldenkmal o. g. Sachgesamtheit: Vier Mehrfamilienhäuser einer Wohnanlage (Nr. 32-38), mit eingeschossigem Ladenbau (Nr. 30) – (siehe auch Sachgesamtheitsdokument – Obj. 09305890, Clara-Wieck-Straße 4-24) | Löbauer Straße 30; 32; 34; 36; 38 (Karte)                                                 | 1926–1927 (Mehrfamilienwohnhaus), 1926–1927 (Laden)                                                                                   | Putzfassade, Klinker-Erdgeschoss, Ladenbau mit Klinkerfassade, baugeschichtlich und ortsentwicklungsgeschichtlich von Bedeutung | 09260153 |
| Direkt Bild zu diesem Denkmal hochladen | Mietshaus in halboffener Bebauung und in Ecklage, mit Einfriedungsmauer an der Löbauer Straße | Löbauer Straße 35 (Karte)                                                                 | 1926 (Mietshaus) | Putzfassade, Anklänge an den Art-Decó-Stil, in Korrespondenz mit der Wohnanlage Stöckelstraße 11-27 und 16-32 stehend, baugeschichtlich von Bedeutung | 09301438 |
| Direkt Bild zu diesem Denkmal hochladen | Mietshaus in geschlossener Bebauung | Löbauer Straße 39 (Karte)                                                                 | um 1880 (Mietshaus) | historisierende Klinkerfassade, Schablonenmalerei im Innern, baugeschichtlich von Bedeutung | 09260173 |
|                                         | Doppelmietshaus (mit Schmidt-Rühl-Straße 25) in offener Bebauung und in Ecklage, mit seitlicher Einfriedung | Löbauer Straße 40 (Karte)                                                                 | um 1912 (Hälfte eines Doppelmietshauses)                                                                                              | mit Eckladen, Putzfassade mit Erkern, bleiverglaste Treppenhausfenster, Reformstil-Architektur, baugeschichtlich von Bedeutung | 09260290 |
| Direkt Bild zu diesem Denkmal hochladen | Mietshaus in geschlossener Bebauung | Löbauer Straße 41 (Karte)                                                                 | um 1880 (Mietshaus) | ehemals mit Laden, mehrfarbige Klinkerfassade mit Formsteingliederung, baugeschichtlich von Bedeutung | 09260174 |
| Direkt Bild zu diesem Denkmal hochladen | Mietshaus in geschlossener Bebauung und in Ecklage | Löbauer Straße 45 (Karte)                                                                 | nach 1870 (Mietshaus) | mit Läden, zeittypische Putzfassade, baugeschichtlich von Bedeutung | 09260175 |
| Direkt Bild zu diesem Denkmal hochladen | Mietshaus in halboffener Bebauung | Löbauer Straße 47 (Karte)                                                                 | um 1905 (Mietshaus) | Putzfassade, Schablonenmalerei, farbige Treppenhausfenster, baugeschichtlich von Bedeutung | 09260006 |
|                                         | Mietshaus in geschlossener Bebauung und in Ecklage | Löbauer Straße 51 (Karte)                                                                 | 1884–1885 (Mietshaus) | mit Laden, mehrfarbige Klinkerfassade, städtebaulich unverzichtbare Eckbau, baugeschichtlich von Bedeutung In Ecklage zur Gorkistraße ließ der Gastwirt Hermann Otto aus Altschönefeld das Gebäude durch den Maurermeister Franz Säuberlich errichten: 1884 wurde der Bau begonnen und zum 22. März 1885 wurde das Bau-Revisions-Protokoll ausgefertigt. Für 1888 war eine Verlegung des Ladens im Gespräch, dessen Umnutzung zu Wohnraum 1963. Der störende Dachaufsatz von 1969 (Ausführung durch die PGH Bau Nordost) konnte im Rahmen der Sanierung des Hauses 1997 bis 1999 zurückgebaut werden, mit der Wiederherstellung der Traufe und des Mansardbereiches nach Entwurf von Bauingenieurin Annkristin Heinrich war somit das historische Erscheinungsbild zurückgewonnen. Im Erdgeschoss zog ein Imbiß-Betreiber ein. Das in städtebaulich sehr markanter Lage befindliche Gebäude besitzt eine durch Putzgliederungen rhythmisierte Klinkerfassade und eine gebrochene Ecke. Ehemals am Laden historische Werbeinschriften, u. a. „Kolonialwaren“. Der städtebaulich unverzichtbare Eckbau auch mit bauhistorischem Wert. LfD/2014 | 09260007 |